# Lista de asteroides (143001-144000)
Esta é uma lista parcial de asteroides, do asteroide número 143001 até o 144000, inclusive. Veja também o índice com todas as listas disponíveis.

| Objeto Próximos à Terra | Cinturão de asteroides (interno) | Cinturão de asteroides (externo) | Centauro       |
| Cruzador de Marte       | Cinturão de asteroides (meio)    | Troianos de Júpiter              | Transnetuniano |

Veja mais dados de cada asteroide na ligação externa para o Minor Planet Center na última coluna.
Índice: 143001... 143101... 143201... 143301... 143401... 143501... 143601... 143701... 143801... 143901... 

## 143001–143100
| Designação             | Designação | Descoberta  | Descoberta    | Descobridor(es)                | Categoria | Mais informações / Referência |
| Permanente             | Provisória | Data        | Local         | Descobridor(es)                | Categoria | Mais informações / Referência |
| ---------------------- | ---------- | ----------- | ------------- | ------------------------------ | --------- | ----------------------------- |
| 143001                 | 2002 VO101 | 11 nov 2002 | Socorro       | LINEAR                         | —         | MPC                           |
| 143002                 | 2002 VQ101 | 11 nov 2002 | Socorro       | LINEAR                         | —         | MPC                           |
| 143003                 | 2002 VC102 | 11 nov 2002 | Socorro       | LINEAR                         | —         | MPC                           |
| 143004                 | 2002 VD103 | 12 nov 2002 | Socorro       | LINEAR                         | —         | MPC                           |
| 143005                 | 2002 VG103 | 12 nov 2002 | Socorro       | LINEAR                         | —         | MPC                           |
| 143006                 | 2002 VK103 | 12 nov 2002 | Socorro       | LINEAR                         | —         | MPC                           |
| 143007                 | 2002 VO103 | 12 nov 2002 | Socorro       | LINEAR                         | Phocaea   | MPC                           |
| 143008                 | 2002 VQ103 | 12 nov 2002 | Socorro       | LINEAR                         | —         | MPC                           |
| 143009                 | 2002 VX103 | 12 nov 2002 | Socorro       | LINEAR                         | —         | MPC                           |
| 143010                 | 2002 VB104 | 12 nov 2002 | Socorro       | LINEAR                         | —         | MPC                           |
| 143011                 | 2002 VJ104 | 12 nov 2002 | Socorro       | LINEAR                         | —         | MPC                           |
| 143012                 | 2002 VG105 | 12 nov 2002 | Socorro       | LINEAR                         | —         | MPC                           |
| 143013                 | 2002 VJ106 | 12 nov 2002 | Socorro       | LINEAR                         | —         | MPC                           |
| 143014                 | 2002 VT106 | 12 nov 2002 | Socorro       | LINEAR                         | Eos       | MPC                           |
| 143015                 | 2002 VN108 | 12 nov 2002 | Socorro       | LINEAR                         | —         | MPC                           |
| 143016                 | 2002 VQ108 | 12 nov 2002 | Socorro       | LINEAR                         | —         | MPC                           |
| 143017                 | 2002 VW108 | 12 nov 2002 | Socorro       | LINEAR                         | —         | MPC                           |
| 143018                 | 2002 VA109 | 12 nov 2002 | Socorro       | LINEAR                         | —         | MPC                           |
| 143019                 | 2002 VC109 | 12 nov 2002 | Socorro       | LINEAR                         | Phocaea   | MPC                           |
| 143020                 | 2002 VF110 | 12 nov 2002 | Socorro       | LINEAR                         | —         | MPC                           |
| 143021                 | 2002 VG110 | 12 nov 2002 | Socorro       | LINEAR                         | —         | MPC                           |
| 143022                 | 2002 VO110 | 12 nov 2002 | Socorro       | LINEAR                         | —         | MPC                           |
| 143023                 | 2002 VV110 | 13 nov 2002 | Palomar       | NEAT                           | —         | MPC                           |
| 143024                 | 2002 VO112 | 13 nov 2002 | Palomar       | NEAT                           | —         | MPC                           |
| 143025                 | 2002 VA113 | 13 nov 2002 | Palomar       | NEAT                           | —         | MPC                           |
| 143026                 | 2002 VC114 | 13 nov 2002 | Palomar       | NEAT                           | —         | MPC                           |
| 143027                 | 2002 VN114 | 13 nov 2002 | Palomar       | NEAT                           | —         | MPC                           |
| 143028                 | 2002 VK115 | 11 nov 2002 | Anderson Mesa | LONEOS                         | —         | MPC                           |
| 143029                 | 2002 VZ118 | 12 nov 2002 | Socorro       | LINEAR                         | —         | MPC                           |
| 143030                 | 2002 VD119 | 12 nov 2002 | Socorro       | LINEAR                         | —         | MPC                           |
| 143031                 | 2002 VH119 | 12 nov 2002 | Socorro       | LINEAR                         | —         | MPC                           |
| 143032                 | 2002 VO119 | 12 nov 2002 | Socorro       | LINEAR                         | —         | MPC                           |
| 143033                 | 2002 VN121 | 13 nov 2002 | Socorro       | LINEAR                         | —         | MPC                           |
| 143034                 | 2002 VQ121 | 13 nov 2002 | Socorro       | LINEAR                         | —         | MPC                           |
| 143035                 | 2002 VS121 | 13 nov 2002 | Palomar       | NEAT                           | —         | MPC                           |
| 143036                 | 2002 VT121 | 13 nov 2002 | Palomar       | NEAT                           | —         | MPC                           |
| 143037                 | 2002 VU121 | 13 nov 2002 | Palomar       | NEAT                           | —         | MPC                           |
| 143038                 | 2002 VE122 | 13 nov 2002 | Palomar       | NEAT                           | —         | MPC                           |
| 143039                 | 2002 VF122 | 13 nov 2002 | Palomar       | NEAT                           | Phocaea   | MPC                           |
| 143040                 | 2002 VX123 | 14 nov 2002 | Socorro       | LINEAR                         | —         | MPC                           |
| 143041                 | 2002 VB127 | 13 nov 2002 | Palomar       | NEAT                           | —         | MPC                           |
| 143042                 | 2002 VW127 | 14 nov 2002 | Palomar       | NEAT                           | —         | MPC                           |
| 143043                 | 2002 VH128 | 14 nov 2002 | Socorro       | LINEAR                         | —         | MPC                           |
| 143044                 | 2002 VO128 | 14 nov 2002 | Socorro       | LINEAR                         | —         | MPC                           |
| 143045                 | 2002 VJ129 | 6 nov 2002  | Socorro       | LINEAR                         | —         | MPC                           |
| 143046                 | 2002 VR131 | 5 nov 2002  | Nyukasa       | Mount Nyukasa Stn.             | —         | MPC                           |
| 143047                 | 2002 VW131 | 5 nov 2002  | Nyukasa       | Mount Nyukasa Stn.             | Themis    | MPC                           |
| 143048 Margaretpenston | 2002 VR132 | 2 nov 2002  | La Palma      | A. Fitzsimmons, I. P. Williams | —         | MPC                           |
| 143049                 | 2002 VY134 | 7 nov 2002  | Anderson Mesa | LONEOS                         | —         | MPC                           |
| 143050                 | 2002 VM135 | 7 nov 2002  | Socorro       | LINEAR                         | Phocaea   | MPC                           |
| 143051                 | 2002 WO1   | 23 nov 2002 | Palomar       | NEAT                           | —         | MPC                           |
| 143052                 | 2002 WY2   | 24 nov 2002 | Wrightwood    | J. W. Young                    | —         | MPC                           |
| 143053                 | 2002 WG3   | 24 nov 2002 | Palomar       | NEAT                           | —         | MPC                           |
| 143054                 | 2002 WH5   | 24 nov 2002 | Palomar       | NEAT                           | —         | MPC                           |
| 143055                 | 2002 WQ5   | 23 nov 2002 | Palomar       | NEAT                           | —         | MPC                           |
| 143056                 | 2002 WB6   | 24 nov 2002 | Palomar       | NEAT                           | —         | MPC                           |
| 143057                 | 2002 WO8   | 24 nov 2002 | Palomar       | NEAT                           | Eos       | MPC                           |
| 143058                 | 2002 WT8   | 24 nov 2002 | Palomar       | NEAT                           | —         | MPC                           |
| 143059                 | 2002 WQ10  | 24 nov 2002 | Palomar       | NEAT                           | —         | MPC                           |
| 143060                 | 2002 WF11  | 27 nov 2002 | Anderson Mesa | LONEOS                         | —         | MPC                           |
| 143061                 | 2002 WH11  | 23 nov 2002 | Palomar       | NEAT                           | —         | MPC                           |
| 143062                 | 2002 WK11  | 26 nov 2002 | Kitt Peak     | Spacewatch                     | —         | MPC                           |
| 143063                 | 2002 WZ11  | 27 nov 2002 | Anderson Mesa | LONEOS                         | —         | MPC                           |
| 143064                 | 2002 WC12  | 27 nov 2002 | Anderson Mesa | LONEOS                         | —         | MPC                           |
| 143065                 | 2002 WF12  | 27 nov 2002 | Anderson Mesa | LONEOS                         | —         | MPC                           |
| 143066                 | 2002 WZ13  | 28 nov 2002 | Anderson Mesa | LONEOS                         | —         | MPC                           |
| 143067                 | 2002 WM14  | 28 nov 2002 | Anderson Mesa | LONEOS                         | —         | MPC                           |
| 143068                 | 2002 WC15  | 28 nov 2002 | Anderson Mesa | LONEOS                         | Eos       | MPC                           |
| 143069                 | 2002 WM15  | 28 nov 2002 | Anderson Mesa | LONEOS                         | Phocaea   | MPC                           |
| 143070                 | 2002 WB16  | 28 nov 2002 | Anderson Mesa | LONEOS                         | —         | MPC                           |
| 143071                 | 2002 WE16  | 28 nov 2002 | Haleakalā     | NEAT                           | —         | MPC                           |
| 143072                 | 2002 WJ16  | 28 nov 2002 | Haleakala     | NEAT                           | —         | MPC                           |
| 143073                 | 2002 WD17  | 28 nov 2002 | Haleakala     | NEAT                           | —         | MPC                           |
| 143074                 | 2002 WK19  | 25 nov 2002 | Palomar       | S. F. Hönig                    | —         | MPC                           |
| 143075                 | 2002 WP20  | 29 nov 2002 | Farpoint      | Farpoint Obs.                  | —         | MPC                           |
| 143076                 | 2002 WE21  | 24 nov 2002 | Palomar       | NEAT                           | —         | MPC                           |
| 143077                 | 2002 XX1   | 1 dez 2002  | Socorro       | LINEAR                         | —         | MPC                           |
| 143078                 | 2002 XM2   | 1 dez 2002  | Socorro       | LINEAR                         | —         | MPC                           |
| 143079                 | 2002 XC3   | 1 dez 2002  | Socorro       | LINEAR                         | —         | MPC                           |
| 143080                 | 2002 XQ3   | 2 dez 2002  | Socorro       | LINEAR                         | —         | MPC                           |
| 143081                 | 2002 XC5   | 1 dez 2002  | Socorro       | LINEAR                         | —         | MPC                           |
| 143082                 | 2002 XJ6   | 1 dez 2002  | Socorro       | LINEAR                         | —         | MPC                           |
| 143083                 | 2002 XV6   | 1 dez 2002  | Haleakalā     | NEAT                           | —         | MPC                           |
| 143084                 | 2002 XX6   | 1 dez 2002  | Haleakala     | NEAT                           | —         | MPC                           |
| 143085                 | 2002 XQ7   | 2 dez 2002  | Socorro       | LINEAR                         | —         | MPC                           |
| 143086                 | 2002 XN8   | 2 dez 2002  | Socorro       | LINEAR                         | —         | MPC                           |
| 143087                 | 2002 XP9   | 2 dez 2002  | Socorro       | LINEAR                         | —         | MPC                           |
| 143088                 | 2002 XT9   | 2 dez 2002  | Socorro       | LINEAR                         | —         | MPC                           |
| 143089                 | 2002 XZ9   | 2 dez 2002  | Socorro       | LINEAR                         | —         | MPC                           |
| 143090                 | 2002 XC10  | 2 dez 2002  | Socorro       | LINEAR                         | —         | MPC                           |
| 143091                 | 2002 XB13  | 3 dez 2002  | Haleakalā     | NEAT                           | —         | MPC                           |
| 143092                 | 2002 XD13  | 3 dez 2002  | Haleakala     | NEAT                           | —         | MPC                           |
| 143093                 | 2002 XD14  | 5 dez 2002  | Socorro       | LINEAR                         | —         | MPC                           |
| 143094                 | 2002 XA15  | 7 dez 2002  | Desert Eagle  | W. K. Y. Yeung                 | —         | MPC                           |
| 143095                 | 2002 XB15  | 7 dez 2002  | Desert Eagle  | W. K. Y. Yeung                 | —         | MPC                           |
| 143096                 | 2002 XJ15  | 2 dez 2002  | Socorro       | LINEAR                         | —         | MPC                           |
| 143097                 | 2002 XN17  | 5 dez 2002  | Socorro       | LINEAR                         | —         | MPC                           |
| 143098                 | 2002 XF18  | 5 dez 2002  | Socorro       | LINEAR                         | —         | MPC                           |
| 143099                 | 2002 XW18  | 5 dez 2002  | Socorro       | LINEAR                         | —         | MPC                           |
| 143100                 | 2002 XQ19  | 2 dez 2002  | Socorro       | LINEAR                         | —         | MPC                           |

## 143101–143200
| Designação | Designação | Descoberta  | Descoberta | Descobridor(es)        | Categoria | Mais informações / Referência |
| Permanente | Provisória | Data        | Local      | Descobridor(es)        | Categoria | Mais informações / Referência |
| ---------- | ---------- | ----------- | ---------- | ---------------------- | --------- | ----------------------------- |
| 143101     | 2002 XB20  | 2 dez 2002  | Socorro    | LINEAR                 | —         | MPC                           |
| 143102     | 2002 XS20  | 2 dez 2002  | Socorro    | LINEAR                 | —         | MPC                           |
| 143103     | 2002 XK21  | 2 dez 2002  | Socorro    | LINEAR                 | —         | MPC                           |
| 143104     | 2002 XL21  | 2 dez 2002  | Socorro    | LINEAR                 | —         | MPC                           |
| 143105     | 2002 XS21  | 2 dez 2002  | Socorro    | LINEAR                 | —         | MPC                           |
| 143106     | 2002 XN22  | 3 dez 2002  | Palomar    | NEAT                   | —         | MPC                           |
| 143107     | 2002 XU23  | 5 dez 2002  | Palomar    | NEAT                   | —         | MPC                           |
| 143108     | 2002 XV23  | 5 dez 2002  | Socorro    | LINEAR                 | —         | MPC                           |
| 143109     | 2002 XL24  | 5 dez 2002  | Socorro    | LINEAR                 | —         | MPC                           |
| 143110     | 2002 XP24  | 5 dez 2002  | Socorro    | LINEAR                 | —         | MPC                           |
| 143111     | 2002 XS24  | 5 dez 2002  | Socorro    | LINEAR                 | —         | MPC                           |
| 143112     | 2002 XW24  | 5 dez 2002  | Socorro    | LINEAR                 | Phocaea   | MPC                           |
| 143113     | 2002 XJ25  | 5 dez 2002  | Socorro    | LINEAR                 | —         | MPC                           |
| 143114     | 2002 XK26  | 3 dez 2002  | Palomar    | NEAT                   | —         | MPC                           |
| 143115     | 2002 XG27  | 5 dez 2002  | Socorro    | LINEAR                 | —         | MPC                           |
| 143116     | 2002 XT27  | 5 dez 2002  | Socorro    | LINEAR                 | —         | MPC                           |
| 143117     | 2002 XZ27  | 5 dez 2002  | Socorro    | LINEAR                 | —         | MPC                           |
| 143118     | 2002 XJ28  | 5 dez 2002  | Socorro    | LINEAR                 | —         | MPC                           |
| 143119     | 2002 XL28  | 5 dez 2002  | Socorro    | LINEAR                 | —         | MPC                           |
| 143120     | 2002 XQ28  | 5 dez 2002  | Socorro    | LINEAR                 | —         | MPC                           |
| 143121     | 2002 XF29  | 5 dez 2002  | Kitt Peak  | Spacewatch             | —         | MPC                           |
| 143122     | 2002 XH31  | 6 dez 2002  | Socorro    | LINEAR                 | —         | MPC                           |
| 143123     | 2002 XS31  | 6 dez 2002  | Socorro    | LINEAR                 | —         | MPC                           |
| 143124     | 2002 XU31  | 6 dez 2002  | Socorro    | LINEAR                 | —         | MPC                           |
| 143125     | 2002 XY31  | 6 dez 2002  | Socorro    | LINEAR                 | —         | MPC                           |
| 143126     | 2002 XV32  | 6 dez 2002  | Socorro    | LINEAR                 | —         | MPC                           |
| 143127     | 2002 XW32  | 6 dez 2002  | Socorro    | LINEAR                 | —         | MPC                           |
| 143128     | 2002 XU33  | 5 dez 2002  | Socorro    | LINEAR                 | —         | MPC                           |
| 143129     | 2002 XA34  | 5 dez 2002  | Socorro    | LINEAR                 | —         | MPC                           |
| 143130     | 2002 XF34  | 5 dez 2002  | Socorro    | LINEAR                 | —         | MPC                           |
| 143131     | 2002 XE35  | 7 dez 2002  | Kitt Peak  | Spacewatch             | —         | MPC                           |
| 143132     | 2002 XN35  | 5 dez 2002  | Socorro    | LINEAR                 | —         | MPC                           |
| 143133     | 2002 XB36  | 5 dez 2002  | Socorro    | LINEAR                 | —         | MPC                           |
| 143134     | 2002 XS37  | 8 dez 2002  | Palomar    | NEAT                   | Eos       | MPC                           |
| 143135     | 2002 XY37  | 6 dez 2002  | Socorro    | LINEAR                 | Ursula    | MPC                           |
| 143136     | 2002 XC38  | 6 dez 2002  | Socorro    | LINEAR                 | —         | MPC                           |
| 143137     | 2002 XK38  | 6 dez 2002  | Socorro    | LINEAR                 | —         | MPC                           |
| 143138     | 2002 XU38  | 7 dez 2002  | Socorro    | LINEAR                 | —         | MPC                           |
| 143139     | 2002 XC39  | 7 dez 2002  | Ondřejov   | P. Pravec, P. Kušnirák | —         | MPC                           |
| 143140     | 2002 XT39  | 10 dez 2002 | Socorro    | LINEAR                 | —         | MPC                           |
| 143141     | 2002 XY40  | 6 dez 2002  | Socorro    | LINEAR                 | Phocaea   | MPC                           |
| 143142     | 2002 XF41  | 6 dez 2002  | Socorro    | LINEAR                 | —         | MPC                           |
| 143143     | 2002 XH41  | 6 dez 2002  | Socorro    | LINEAR                 | —         | MPC                           |
| 143144     | 2002 XU41  | 6 dez 2002  | Socorro    | LINEAR                 | —         | MPC                           |
| 143145     | 2002 XC42  | 6 dez 2002  | Socorro    | LINEAR                 | —         | MPC                           |
| 143146     | 2002 XL42  | 6 dez 2002  | Socorro    | LINEAR                 | —         | MPC                           |
| 143147     | 2002 XT42  | 8 dez 2002  | Kitt Peak  | Spacewatch             | —         | MPC                           |
| 143148     | 2002 XO43  | 6 dez 2002  | Socorro    | LINEAR                 | —         | MPC                           |
| 143149     | 2002 XC44  | 6 dez 2002  | Socorro    | LINEAR                 | —         | MPC                           |
| 143150     | 2002 XJ45  | 10 dez 2002 | Socorro    | LINEAR                 | —         | MPC                           |
| 143151     | 2002 XC46  | 10 dez 2002 | Palomar    | NEAT                   | —         | MPC                           |
| 143152     | 2002 XE48  | 10 dez 2002 | Socorro    | LINEAR                 | —         | MPC                           |
| 143153     | 2002 XV48  | 10 dez 2002 | Socorro    | LINEAR                 | —         | MPC                           |
| 143154     | 2002 XA50  | 10 dez 2002 | Socorro    | LINEAR                 | —         | MPC                           |
| 143155     | 2002 XS50  | 10 dez 2002 | Socorro    | LINEAR                 | —         | MPC                           |
| 143156     | 2002 XC51  | 10 dez 2002 | Socorro    | LINEAR                 | —         | MPC                           |
| 143157     | 2002 XN51  | 10 dez 2002 | Socorro    | LINEAR                 | —         | MPC                           |
| 143158     | 2002 XO54  | 10 dez 2002 | Palomar    | NEAT                   | —         | MPC                           |
| 143159     | 2002 XR54  | 10 dez 2002 | Palomar    | NEAT                   | —         | MPC                           |
| 143160     | 2002 XP55  | 10 dez 2002 | Palomar    | NEAT                   | —         | MPC                           |
| 143161     | 2002 XA56  | 8 dez 2002  | Haleakalā  | NEAT                   | —         | MPC                           |
| 143162     | 2002 XQ57  | 10 dez 2002 | Palomar    | NEAT                   | —         | MPC                           |
| 143163     | 2002 XY57  | 11 dez 2002 | Socorro    | LINEAR                 | —         | MPC                           |
| 143164     | 2002 XF58  | 11 dez 2002 | Socorro    | LINEAR                 | —         | MPC                           |
| 143165     | 2002 XO58  | 11 dez 2002 | Socorro    | LINEAR                 | —         | MPC                           |
| 143166     | 2002 XZ59  | 10 dez 2002 | Socorro    | LINEAR                 | —         | MPC                           |
| 143167     | 2002 XC60  | 10 dez 2002 | Socorro    | LINEAR                 | —         | MPC                           |
| 143168     | 2002 XO62  | 11 dez 2002 | Socorro    | LINEAR                 | —         | MPC                           |
| 143169     | 2002 XZ62  | 11 dez 2002 | Socorro    | LINEAR                 | —         | MPC                           |
| 143170     | 2002 XJ64  | 11 dez 2002 | Socorro    | LINEAR                 | —         | MPC                           |
| 143171     | 2002 XH65  | 12 dez 2002 | Socorro    | LINEAR                 | —         | MPC                           |
| 143172     | 2002 XA67  | 10 dez 2002 | Kitt Peak  | Spacewatch             | —         | MPC                           |
| 143173     | 2002 XF67  | 10 dez 2002 | Palomar    | NEAT                   | Phocaea   | MPC                           |
| 143174     | 2002 XD68  | 11 dez 2002 | Palomar    | NEAT                   | —         | MPC                           |
| 143175     | 2002 XJ68  | 12 dez 2002 | Palomar    | NEAT                   | —         | MPC                           |
| 143176     | 2002 XB73  | 11 dez 2002 | Socorro    | LINEAR                 | Phocaea   | MPC                           |
| 143177     | 2002 XF73  | 11 dez 2002 | Socorro    | LINEAR                 | —         | MPC                           |
| 143178     | 2002 XN73  | 11 dez 2002 | Socorro    | LINEAR                 | —         | MPC                           |
| 143179     | 2002 XB74  | 11 dez 2002 | Socorro    | LINEAR                 | —         | MPC                           |
| 143180     | 2002 XE75  | 11 dez 2002 | Socorro    | LINEAR                 | —         | MPC                           |
| 143181     | 2002 XU75  | 11 dez 2002 | Socorro    | LINEAR                 | —         | MPC                           |
| 143182     | 2002 XL76  | 11 dez 2002 | Socorro    | LINEAR                 | —         | MPC                           |
| 143183     | 2002 XE77  | 11 dez 2002 | Socorro    | LINEAR                 | —         | MPC                           |
| 143184     | 2002 XK77  | 11 dez 2002 | Socorro    | LINEAR                 | —         | MPC                           |
| 143185     | 2002 XS77  | 11 dez 2002 | Socorro    | LINEAR                 | —         | MPC                           |
| 143186     | 2002 XP78  | 11 dez 2002 | Socorro    | LINEAR                 | —         | MPC                           |
| 143187     | 2002 XT78  | 11 dez 2002 | Socorro    | LINEAR                 | —         | MPC                           |
| 143188     | 2002 XW78  | 11 dez 2002 | Socorro    | LINEAR                 | —         | MPC                           |
| 143189     | 2002 XB79  | 11 dez 2002 | Socorro    | LINEAR                 | —         | MPC                           |
| 143190     | 2002 XQ80  | 11 dez 2002 | Socorro    | LINEAR                 | —         | MPC                           |
| 143191     | 2002 XO81  | 11 dez 2002 | Socorro    | LINEAR                 | —         | MPC                           |
| 143192     | 2002 XB83  | 13 dez 2002 | Palomar    | NEAT                   | —         | MPC                           |
| 143193     | 2002 XV83  | 13 dez 2002 | Palomar    | NEAT                   | —         | MPC                           |
| 143194     | 2002 XT84  | 11 dez 2002 | Palomar    | NEAT                   | —         | MPC                           |
| 143195     | 2002 XW84  | 14 dez 2002 | Socorro    | LINEAR                 | —         | MPC                           |
| 143196     | 2002 XE85  | 11 dez 2002 | Socorro    | LINEAR                 | —         | MPC                           |
| 143197     | 2002 XL86  | 11 dez 2002 | Socorro    | LINEAR                 | Phocaea   | MPC                           |
| 143198     | 2002 XH87  | 11 dez 2002 | Socorro    | LINEAR                 | —         | MPC                           |
| 143199     | 2002 XJ87  | 11 dez 2002 | Socorro    | LINEAR                 | —         | MPC                           |
| 143200     | 2002 XV87  | 12 dez 2002 | Palomar    | NEAT                   | —         | MPC                           |

## 143201–143300
| Designação | Designação | Descoberta  | Descoberta     | Descobridor(es)     | Categoria | Mais informações / Referência |
| Permanente | Provisória | Data        | Local          | Descobridor(es)     | Categoria | Mais informações / Referência |
| ---------- | ---------- | ----------- | -------------- | ------------------- | --------- | ----------------------------- |
| 143201     | 2002 XC88  | 12 dez 2002 | Palomar        | NEAT                | —         | MPC                           |
| 143202     | 2002 XS89  | 14 dez 2002 | Socorro        | LINEAR              | —         | MPC                           |
| 143203     | 2002 XX89  | 14 dez 2002 | Socorro        | LINEAR              | —         | MPC                           |
| 143204     | 2002 XF90  | 14 dez 2002 | Socorro        | LINEAR              | —         | MPC                           |
| 143205     | 2002 XQ92  | 5 dez 2002  | Kitt Peak      | M. W. Buie          | —         | MPC                           |
| 143206     | 2002 XS92  | 5 dez 2002  | Kitt Peak      | M. W. Buie          | —         | MPC                           |
| 143207     | 2002 XD101 | 5 dez 2002  | Socorro        | LINEAR              | —         | MPC                           |
| 143208     | 2002 XG101 | 5 dez 2002  | Socorro        | LINEAR              | —         | MPC                           |
| 143209     | 2002 XR105 | 5 dez 2002  | Socorro        | LINEAR              | —         | MPC                           |
| 143210     | 2002 XE107 | 5 dez 2002  | Socorro        | LINEAR              | —         | MPC                           |
| 143211     | 2002 XO109 | 6 dez 2002  | Socorro        | LINEAR              | —         | MPC                           |
| 143212     | 2002 YG    | 27 dez 2002 | Anderson Mesa  | LONEOS              | —         | MPC                           |
| 143213     | 2002 YS    | 27 dez 2002 | Anderson Mesa  | LONEOS              | —         | MPC                           |
| 143214     | 2002 YY    | 27 dez 2002 | Anderson Mesa  | LONEOS              | —         | MPC                           |
| 143215     | 2002 YE1   | 27 dez 2002 | Anderson Mesa  | LONEOS              | —         | MPC                           |
| 143216     | 2002 YP1   | 27 dez 2002 | Anderson Mesa  | LONEOS              | —         | MPC                           |
| 143217     | 2002 YA3   | 28 dez 2002 | Ametlla de Mar | Ametlla de Mar Obs. | —         | MPC                           |
| 143218     | 2002 YL3   | 27 dez 2002 | Anderson Mesa  | LONEOS              | —         | MPC                           |
| 143219     | 2002 YY3   | 28 dez 2002 | Socorro        | LINEAR              | —         | MPC                           |
| 143220     | 2002 YY4   | 28 dez 2002 | Socorro        | LINEAR              | Eos       | MPC                           |
| 143221     | 2002 YL6   | 28 dez 2002 | Anderson Mesa  | LONEOS              | —         | MPC                           |
| 143222     | 2002 YB10  | 31 dez 2002 | Socorro        | LINEAR              | —         | MPC                           |
| 143223     | 2002 YN11  | 30 dez 2002 | Socorro        | LINEAR              | —         | MPC                           |
| 143224     | 2002 YX12  | 31 dez 2002 | Socorro        | LINEAR              | —         | MPC                           |
| 143225     | 2002 YF13  | 31 dez 2002 | Socorro        | LINEAR              | —         | MPC                           |
| 143226     | 2002 YA16  | 31 dez 2002 | Socorro        | LINEAR              | —         | MPC                           |
| 143227     | 2002 YK17  | 31 dez 2002 | Socorro        | LINEAR              | —         | MPC                           |
| 143228     | 2002 YV17  | 31 dez 2002 | Socorro        | LINEAR              | —         | MPC                           |
| 143229     | 2002 YY17  | 31 dez 2002 | Socorro        | LINEAR              | —         | MPC                           |
| 143230     | 2002 YK18  | 31 dez 2002 | Socorro        | LINEAR              | —         | MPC                           |
| 143231     | 2002 YO18  | 31 dez 2002 | Socorro        | LINEAR              | —         | MPC                           |
| 143232     | 2002 YU19  | 31 dez 2002 | Socorro        | LINEAR              | —         | MPC                           |
| 143233     | 2002 YK20  | 31 dez 2002 | Socorro        | LINEAR              | —         | MPC                           |
| 143234     | 2002 YT20  | 31 dez 2002 | Socorro        | LINEAR              | —         | MPC                           |
| 143235     | 2002 YZ20  | 31 dez 2002 | Socorro        | LINEAR              | Mitidika  | MPC                           |
| 143236     | 2002 YA21  | 31 dez 2002 | Socorro        | LINEAR              | —         | MPC                           |
| 143237     | 2002 YB21  | 31 dez 2002 | Socorro        | LINEAR              | —         | MPC                           |
| 143238     | 2002 YF21  | 31 dez 2002 | Socorro        | LINEAR              | —         | MPC                           |
| 143239     | 2002 YC22  | 31 dez 2002 | Socorro        | LINEAR              | —         | MPC                           |
| 143240     | 2002 YC24  | 31 dez 2002 | Socorro        | LINEAR              | —         | MPC                           |
| 143241     | 2002 YV24  | 31 dez 2002 | Socorro        | LINEAR              | —         | MPC                           |
| 143242     | 2002 YM25  | 31 dez 2002 | Socorro        | LINEAR              | —         | MPC                           |
| 143243     | 2002 YA26  | 31 dez 2002 | Socorro        | LINEAR              | —         | MPC                           |
| 143244     | 2002 YJ26  | 31 dez 2002 | Socorro        | LINEAR              | —         | MPC                           |
| 143245     | 2002 YG27  | 31 dez 2002 | Socorro        | LINEAR              | —         | MPC                           |
| 143246     | 2002 YK27  | 31 dez 2002 | Socorro        | LINEAR              | —         | MPC                           |
| 143247     | 2002 YJ28  | 31 dez 2002 | Socorro        | LINEAR              | —         | MPC                           |
| 143248     | 2002 YS28  | 31 dez 2002 | Socorro        | LINEAR              | —         | MPC                           |
| 143249     | 2002 YP29  | 31 dez 2002 | Socorro        | LINEAR              | —         | MPC                           |
| 143250     | 2002 YU30  | 31 dez 2002 | Socorro        | LINEAR              | —         | MPC                           |
| 143251     | 2002 YY30  | 31 dez 2002 | Socorro        | LINEAR              | —         | MPC                           |
| 143252     | 2002 YG31  | 31 dez 2002 | Socorro        | LINEAR              | —         | MPC                           |
| 143253     | 2002 YL31  | 31 dez 2002 | Socorro        | LINEAR              | —         | MPC                           |
| 143254     | 2002 YL35  | 31 dez 2002 | Socorro        | LINEAR              | —         | MPC                           |
| 143255     | 2002 YV35  | 31 dez 2002 | Socorro        | LINEAR              | —         | MPC                           |
| 143256     | 2002 YZ35  | 31 dez 2002 | Socorro        | LINEAR              | Eos       | MPC                           |
| 143257     | 2003 AE    | 1 jan 2003  | Socorro        | LINEAR              | —         | MPC                           |
| 143258     | 2003 AU1   | 2 jan 2003  | Socorro        | LINEAR              | —         | MPC                           |
| 143259     | 2003 AO2   | 2 jan 2003  | Socorro        | LINEAR              | —         | MPC                           |
| 143260     | 2003 AA6   | 1 jan 2003  | Socorro        | LINEAR              | —         | MPC                           |
| 143261     | 2003 AB7   | 2 jan 2003  | Socorro        | LINEAR              | —         | MPC                           |
| 143262     | 2003 AF7   | 2 jan 2003  | Socorro        | LINEAR              | —         | MPC                           |
| 143263     | 2003 AQ7   | 2 jan 2003  | Socorro        | LINEAR              | —         | MPC                           |
| 143264     | 2003 AW9   | 4 jan 2003  | Kitt Peak      | Spacewatch          | —         | MPC                           |
| 143265     | 2003 AN10  | 1 jan 2003  | Socorro        | LINEAR              | —         | MPC                           |
| 143266     | 2003 AF11  | 1 jan 2003  | Socorro        | LINEAR              | —         | MPC                           |
| 143267     | 2003 AJ11  | 1 jan 2003  | Socorro        | LINEAR              | —         | MPC                           |
| 143268     | 2003 AA12  | 1 jan 2003  | Socorro        | LINEAR              | —         | MPC                           |
| 143269     | 2003 AK12  | 1 jan 2003  | Socorro        | LINEAR              | —         | MPC                           |
| 143270     | 2003 AG13  | 1 jan 2003  | Socorro        | LINEAR              | —         | MPC                           |
| 143271     | 2003 AF14  | 2 jan 2003  | Socorro        | LINEAR              | —         | MPC                           |
| 143272     | 2003 AN14  | 2 jan 2003  | Socorro        | LINEAR              | —         | MPC                           |
| 143273     | 2003 AB15  | 2 jan 2003  | Anderson Mesa  | LONEOS              | —         | MPC                           |
| 143274     | 2003 AU15  | 4 jan 2003  | Socorro        | LINEAR              | —         | MPC                           |
| 143275     | 2003 AJ16  | 1 jan 2003  | Socorro        | LINEAR              | —         | MPC                           |
| 143276     | 2003 AA18  | 5 jan 2003  | Anderson Mesa  | LONEOS              | Phocaea   | MPC                           |
| 143277     | 2003 AG19  | 4 jan 2003  | Anderson Mesa  | LONEOS              | —         | MPC                           |
| 143278     | 2003 AK21  | 5 jan 2003  | Socorro        | LINEAR              | —         | MPC                           |
| 143279     | 2003 AW24  | 4 jan 2003  | Socorro        | LINEAR              | —         | MPC                           |
| 143280     | 2003 AB25  | 4 jan 2003  | Socorro        | LINEAR              | —         | MPC                           |
| 143281     | 2003 AJ25  | 4 jan 2003  | Socorro        | LINEAR              | —         | MPC                           |
| 143282     | 2003 AL25  | 4 jan 2003  | Socorro        | LINEAR              | —         | MPC                           |
| 143283     | 2003 AX25  | 4 jan 2003  | Socorro        | LINEAR              | —         | MPC                           |
| 143284     | 2003 AA26  | 4 jan 2003  | Socorro        | LINEAR              | Mitidika  | MPC                           |
| 143285     | 2003 AS26  | 4 jan 2003  | Socorro        | LINEAR              | —         | MPC                           |
| 143286     | 2003 AT29  | 4 jan 2003  | Socorro        | LINEAR              | —         | MPC                           |
| 143287     | 2003 AL30  | 4 jan 2003  | Socorro        | LINEAR              | —         | MPC                           |
| 143288     | 2003 AK33  | 5 jan 2003  | Socorro        | LINEAR              | —         | MPC                           |
| 143289     | 2003 AL33  | 5 jan 2003  | Socorro        | LINEAR              | —         | MPC                           |
| 143290     | 2003 AW33  | 5 jan 2003  | Kitt Peak      | Spacewatch          | Brangane  | MPC                           |
| 143291     | 2003 AZ33  | 5 jan 2003  | Socorro        | LINEAR              | —         | MPC                           |
| 143292     | 2003 AO34  | 7 jan 2003  | Socorro        | LINEAR              | —         | MPC                           |
| 143293     | 2003 AS34  | 7 jan 2003  | Socorro        | LINEAR              | —         | MPC                           |
| 143294     | 2003 AV34  | 7 jan 2003  | Socorro        | LINEAR              | —         | MPC                           |
| 143295     | 2003 AA35  | 7 jan 2003  | Socorro        | LINEAR              | Pallas    | MPC                           |
| 143296     | 2003 AF36  | 7 jan 2003  | Socorro        | LINEAR              | —         | MPC                           |
| 143297     | 2003 AU37  | 7 jan 2003  | Socorro        | LINEAR              | —         | MPC                           |
| 143298     | 2003 AW38  | 7 jan 2003  | Socorro        | LINEAR              | —         | MPC                           |
| 143299     | 2003 AC39  | 7 jan 2003  | Socorro        | LINEAR              | —         | MPC                           |
| 143300     | 2003 AD39  | 7 jan 2003  | Socorro        | LINEAR              | —         | MPC                           |

## 143301–143400
| Designação | Designação | Descoberta  | Descoberta       | Descobridor(es)        | Categoria | Mais informações / Referência |
| Permanente | Provisória | Data        | Local            | Descobridor(es)        | Categoria | Mais informações / Referência |
| ---------- | ---------- | ----------- | ---------------- | ---------------------- | --------- | ----------------------------- |
| 143301     | 2003 AO39  | 7 jan 2003  | Socorro          | LINEAR                 | Eos       | MPC                           |
| 143302     | 2003 AZ39  | 7 jan 2003  | Socorro          | LINEAR                 | —         | MPC                           |
| 143303     | 2003 AF40  | 7 jan 2003  | Socorro          | LINEAR                 | —         | MPC                           |
| 143304     | 2003 AU40  | 7 jan 2003  | Socorro          | LINEAR                 | —         | MPC                           |
| 143305     | 2003 AD41  | 7 jan 2003  | Socorro          | LINEAR                 | —         | MPC                           |
| 143306     | 2003 AE41  | 7 jan 2003  | Socorro          | LINEAR                 | —         | MPC                           |
| 143307     | 2003 AK41  | 7 jan 2003  | Socorro          | LINEAR                 | —         | MPC                           |
| 143308     | 2003 AQ41  | 7 jan 2003  | Socorro          | LINEAR                 | —         | MPC                           |
| 143309     | 2003 AM42  | 7 jan 2003  | Socorro          | LINEAR                 | —         | MPC                           |
| 143310     | 2003 AV42  | 5 jan 2003  | Socorro          | LINEAR                 | —         | MPC                           |
| 143311     | 2003 AW45  | 5 jan 2003  | Socorro          | LINEAR                 | —         | MPC                           |
| 143312     | 2003 AB47  | 5 jan 2003  | Socorro          | LINEAR                 | —         | MPC                           |
| 143313     | 2003 AC47  | 5 jan 2003  | Socorro          | LINEAR                 | Brangane  | MPC                           |
| 143314     | 2003 AL47  | 5 jan 2003  | Socorro          | LINEAR                 | —         | MPC                           |
| 143315     | 2003 AQ48  | 5 jan 2003  | Socorro          | LINEAR                 | Brangane  | MPC                           |
| 143316     | 2003 AY48  | 5 jan 2003  | Socorro          | LINEAR                 | —         | MPC                           |
| 143317     | 2003 AS51  | 5 jan 2003  | Socorro          | LINEAR                 | —         | MPC                           |
| 143318     | 2003 AQ53  | 5 jan 2003  | Socorro          | LINEAR                 | —         | MPC                           |
| 143319     | 2003 AV54  | 5 jan 2003  | Socorro          | LINEAR                 | —         | MPC                           |
| 143320     | 2003 AY56  | 5 jan 2003  | Socorro          | LINEAR                 | —         | MPC                           |
| 143321     | 2003 AP57  | 5 jan 2003  | Socorro          | LINEAR                 | —         | MPC                           |
| 143322     | 2003 AV57  | 5 jan 2003  | Socorro          | LINEAR                 | —         | MPC                           |
| 143323     | 2003 AE58  | 5 jan 2003  | Socorro          | LINEAR                 | —         | MPC                           |
| 143324     | 2003 AO60  | 7 jan 2003  | Socorro          | LINEAR                 | —         | MPC                           |
| 143325     | 2003 AX61  | 7 jan 2003  | Socorro          | LINEAR                 | —         | MPC                           |
| 143326     | 2003 AL62  | 8 jan 2003  | Socorro          | LINEAR                 | —         | MPC                           |
| 143327     | 2003 AV63  | 8 jan 2003  | Socorro          | LINEAR                 | Brangane  | MPC                           |
| 143328     | 2003 AD64  | 7 jan 2003  | Socorro          | LINEAR                 | —         | MPC                           |
| 143329     | 2003 AP64  | 7 jan 2003  | Socorro          | LINEAR                 | —         | MPC                           |
| 143330     | 2003 AL65  | 7 jan 2003  | Socorro          | LINEAR                 | —         | MPC                           |
| 143331     | 2003 AN65  | 7 jan 2003  | Socorro          | LINEAR                 | —         | MPC                           |
| 143332     | 2003 AD66  | 7 jan 2003  | Socorro          | LINEAR                 | —         | MPC                           |
| 143333     | 2003 AJ66  | 7 jan 2003  | Socorro          | LINEAR                 | —         | MPC                           |
| 143334     | 2003 AK70  | 10 jan 2003 | Socorro          | LINEAR                 | —         | MPC                           |
| 143335     | 2003 AA72  | 10 jan 2003 | Socorro          | LINEAR                 | —         | MPC                           |
| 143336     | 2003 AV73  | 10 jan 2003 | Socorro          | LINEAR                 | —         | MPC                           |
| 143337     | 2003 AW73  | 10 jan 2003 | Socorro          | LINEAR                 | —         | MPC                           |
| 143338     | 2003 AX73  | 10 jan 2003 | Socorro          | LINEAR                 | —         | MPC                           |
| 143339     | 2003 AZ73  | 10 jan 2003 | Socorro          | LINEAR                 | —         | MPC                           |
| 143340     | 2003 AC74  | 10 jan 2003 | Socorro          | LINEAR                 | —         | MPC                           |
| 143341     | 2003 AV75  | 10 jan 2003 | Socorro          | LINEAR                 | —         | MPC                           |
| 143342     | 2003 AW75  | 10 jan 2003 | Socorro          | LINEAR                 | —         | MPC                           |
| 143343     | 2003 AH76  | 10 jan 2003 | Socorro          | LINEAR                 | —         | MPC                           |
| 143344     | 2003 AT77  | 10 jan 2003 | Socorro          | LINEAR                 | —         | MPC                           |
| 143345     | 2003 AF78  | 10 jan 2003 | Socorro          | LINEAR                 | —         | MPC                           |
| 143346     | 2003 AS78  | 10 jan 2003 | Kitt Peak        | Spacewatch             | —         | MPC                           |
| 143347     | 2003 AR80  | 11 jan 2003 | Socorro          | LINEAR                 | —         | MPC                           |
| 143348     | 2003 AE81  | 12 jan 2003 | Anderson Mesa    | LONEOS                 | —         | MPC                           |
| 143349     | 2003 AG81  | 10 jan 2003 | Socorro          | LINEAR                 | —         | MPC                           |
| 143350     | 2003 AW81  | 12 jan 2003 | Anderson Mesa    | LONEOS                 | —         | MPC                           |
| 143351     | 2003 AD84  | 11 jan 2003 | Kitt Peak        | Spacewatch             | —         | MPC                           |
| 143352     | 2003 AB85  | 7 jan 2003  | Kitt Peak        | DLS                    | —         | MPC                           |
| 143353     | 2003 AP86  | 1 jan 2003  | Socorro          | LINEAR                 | —         | MPC                           |
| 143354     | 2003 AS87  | 1 jan 2003  | Socorro          | LINEAR                 | —         | MPC                           |
| 143355     | 2003 AD88  | 2 jan 2003  | Socorro          | LINEAR                 | —         | MPC                           |
| 143356     | 2003 AK92  | 7 jan 2003  | Socorro          | LINEAR                 | —         | MPC                           |
| 143357     | 2003 AS92  | 10 jan 2003 | Goodricke-Pigott | Goodricke-Pigott Obs.  | —         | MPC                           |
| 143358     | 2003 BF    | 18 jan 2003 | Palomar          | NEAT                   | —         | MPC                           |
| 143359     | 2003 BV    | 24 jan 2003 | Palomar          | NEAT                   | —         | MPC                           |
| 143360     | 2003 BB2   | 25 jan 2003 | Anderson Mesa    | LONEOS                 | —         | MPC                           |
| 143361     | 2003 BP2   | 26 jan 2003 | Kitt Peak        | Spacewatch             | —         | MPC                           |
| 143362     | 2003 BC6   | 23 jan 2003 | Kvistaberg       | UDAS                   | —         | MPC                           |
| 143363     | 2003 BK6   | 24 jan 2003 | Palomar          | NEAT                   | —         | MPC                           |
| 143364     | 2003 BL6   | 24 jan 2003 | Palomar          | NEAT                   | —         | MPC                           |
| 143365     | 2003 BH7   | 25 jan 2003 | Anderson Mesa    | LONEOS                 | —         | MPC                           |
| 143366     | 2003 BL7   | 25 jan 2003 | Palomar          | NEAT                   | —         | MPC                           |
| 143367     | 2003 BA8   | 26 jan 2003 | Palomar          | NEAT                   | Phocaea   | MPC                           |
| 143368     | 2003 BT8   | 26 jan 2003 | Anderson Mesa    | LONEOS                 | Ursula    | MPC                           |
| 143369     | 2003 BB9   | 26 jan 2003 | Anderson Mesa    | LONEOS                 | —         | MPC                           |
| 143370     | 2003 BJ9   | 26 jan 2003 | Palomar          | NEAT                   | —         | MPC                           |
| 143371     | 2003 BN10  | 26 jan 2003 | Anderson Mesa    | LONEOS                 | Brangane  | MPC                           |
| 143372     | 2003 BB11  | 26 jan 2003 | Anderson Mesa    | LONEOS                 | —         | MPC                           |
| 143373     | 2003 BK12  | 26 jan 2003 | Anderson Mesa    | LONEOS                 | —         | MPC                           |
| 143374     | 2003 BE13  | 26 jan 2003 | Haleakalā        | NEAT                   | —         | MPC                           |
| 143375     | 2003 BG13  | 26 jan 2003 | Haleakala        | NEAT                   | —         | MPC                           |
| 143376     | 2003 BB15  | 26 jan 2003 | Haleakala        | NEAT                   | —         | MPC                           |
| 143377     | 2003 BD15  | 26 jan 2003 | Haleakala        | NEAT                   | —         | MPC                           |
| 143378     | 2003 BU16  | 26 jan 2003 | Haleakala        | NEAT                   | —         | MPC                           |
| 143379     | 2003 BA18  | 27 jan 2003 | Socorro          | LINEAR                 | —         | MPC                           |
| 143380     | 2003 BH19  | 26 jan 2003 | Anderson Mesa    | LONEOS                 | —         | MPC                           |
| 143381     | 2003 BC21  | 27 jan 2003 | Haleakalā        | NEAT                   | —         | MPC                           |
| 143382     | 2003 BT21  | 27 jan 2003 | Anderson Mesa    | LONEOS                 | —         | MPC                           |
| 143383     | 2003 BR24  | 25 jan 2003 | Palomar          | NEAT                   | —         | MPC                           |
| 143384     | 2003 BZ24  | 25 jan 2003 | Palomar          | NEAT                   | Brangane  | MPC                           |
| 143385     | 2003 BR25  | 26 jan 2003 | Palomar          | NEAT                   | Phocaea   | MPC                           |
| 143386     | 2003 BY25  | 26 jan 2003 | Palomar          | NEAT                   | Eos       | MPC                           |
| 143387     | 2003 BG26  | 26 jan 2003 | Palomar          | NEAT                   | —         | MPC                           |
| 143388     | 2003 BN26  | 26 jan 2003 | Palomar          | NEAT                   | —         | MPC                           |
| 143389     | 2003 BK27  | 26 jan 2003 | Anderson Mesa    | LONEOS                 | —         | MPC                           |
| 143390     | 2003 BN27  | 26 jan 2003 | Anderson Mesa    | LONEOS                 | —         | MPC                           |
| 143391     | 2003 BM28  | 26 jan 2003 | Haleakalā        | NEAT                   | —         | MPC                           |
| 143392     | 2003 BT28  | 27 jan 2003 | Anderson Mesa    | LONEOS                 | —         | MPC                           |
| 143393     | 2003 BX28  | 27 jan 2003 | Socorro          | LINEAR                 | —         | MPC                           |
| 143394     | 2003 BG29  | 27 jan 2003 | Anderson Mesa    | LONEOS                 | —         | MPC                           |
| 143395     | 2003 BU29  | 27 jan 2003 | Socorro          | LINEAR                 | —         | MPC                           |
| 143396     | 2003 BP30  | 27 jan 2003 | Socorro          | LINEAR                 | —         | MPC                           |
| 143397     | 2003 BC32  | 27 jan 2003 | Palomar          | NEAT                   | —         | MPC                           |
| 143398     | 2003 BE34  | 25 jan 2003 | La Silla         | A. Boattini, H. Scholl | Brangane  | MPC                           |
| 143399     | 2003 BU34  | 27 jan 2003 | Anderson Mesa    | LONEOS                 | Maria     | MPC                           |
| 143400     | 2003 BX34  | 27 jan 2003 | Socorro          | LINEAR                 | —         | MPC                           |

## 143401–143500
| Designação | Designação | Descoberta  | Descoberta       | Descobridor(es) | Categoria | Mais informações / Referência |
| Permanente | Provisória | Data        | Local            | Descobridor(es) | Categoria | Mais informações / Referência |
| ---------- | ---------- | ----------- | ---------------- | --------------- | --------- | ----------------------------- |
| 143401     | 2003 BF37  | 28 jan 2003 | Kitt Peak        | Spacewatch      | —         | MPC                           |
| 143402     | 2003 BL42  | 28 jan 2003 | Socorro          | LINEAR          | —         | MPC                           |
| 143403     | 2003 BT42  | 29 jan 2003 | Palomar          | NEAT            | —         | MPC                           |
| 143404     | 2003 BD44  | 30 jan 2003 | Anderson Mesa    | LONEOS          | —         | MPC                           |
| 143405     | 2003 BE44  | 26 jan 2003 | Palomar          | NEAT            | Phocaea   | MPC                           |
| 143406     | 2003 BV44  | 27 jan 2003 | Anderson Mesa    | LONEOS          | —         | MPC                           |
| 143407     | 2003 BJ45  | 28 jan 2003 | Haleakalā        | NEAT            | —         | MPC                           |
| 143408     | 2003 BS45  | 29 jan 2003 | Kitt Peak        | Spacewatch      | —         | MPC                           |
| 143409     | 2003 BQ46  | 28 jan 2003 | Socorro          | LINEAR          | —         | MPC                           |
| 143410     | 2003 BJ47  | 30 jan 2003 | Socorro          | LINEAR          | Eos       | MPC                           |
| 143411     | 2003 BS48  | 26 jan 2003 | Anderson Mesa    | LONEOS          | —         | MPC                           |
| 143412     | 2003 BV48  | 26 jan 2003 | Kitt Peak        | Spacewatch      | —         | MPC                           |
| 143413     | 2003 BF49  | 26 jan 2003 | Haleakalā        | NEAT            | —         | MPC                           |
| 143414     | 2003 BQ50  | 27 jan 2003 | Socorro          | LINEAR          | —         | MPC                           |
| 143415     | 2003 BF51  | 27 jan 2003 | Socorro          | LINEAR          | —         | MPC                           |
| 143416     | 2003 BG51  | 27 jan 2003 | Socorro          | LINEAR          | —         | MPC                           |
| 143417     | 2003 BN52  | 27 jan 2003 | Socorro          | LINEAR          | —         | MPC                           |
| 143418     | 2003 BA53  | 27 jan 2003 | Anderson Mesa    | LONEOS          | —         | MPC                           |
| 143419     | 2003 BQ53  | 27 jan 2003 | Anderson Mesa    | LONEOS          | —         | MPC                           |
| 143420     | 2003 BQ55  | 28 jan 2003 | Kitt Peak        | Spacewatch      | —         | MPC                           |
| 143421     | 2003 BG56  | 28 jan 2003 | Haleakalā        | NEAT            | Eos       | MPC                           |
| 143422     | 2003 BJ56  | 28 jan 2003 | Haleakala        | NEAT            | —         | MPC                           |
| 143423     | 2003 BL56  | 28 jan 2003 | Haleakala        | NEAT            | Eos       | MPC                           |
| 143424     | 2003 BB57  | 27 jan 2003 | Socorro          | LINEAR          | —         | MPC                           |
| 143425     | 2003 BG57  | 27 jan 2003 | Socorro          | LINEAR          | —         | MPC                           |
| 143426     | 2003 BR57  | 27 jan 2003 | Socorro          | LINEAR          | —         | MPC                           |
| 143427     | 2003 BF58  | 27 jan 2003 | Socorro          | LINEAR          | Mitidika  | MPC                           |
| 143428     | 2003 BV58  | 27 jan 2003 | Socorro          | LINEAR          | —         | MPC                           |
| 143429     | 2003 BW58  | 27 jan 2003 | Socorro          | LINEAR          | —         | MPC                           |
| 143430     | 2003 BF60  | 27 jan 2003 | Socorro          | LINEAR          | —         | MPC                           |
| 143431     | 2003 BC62  | 28 jan 2003 | Palomar          | NEAT            | —         | MPC                           |
| 143432     | 2003 BU62  | 28 jan 2003 | Palomar          | NEAT            | —         | MPC                           |
| 143433     | 2003 BX62  | 28 jan 2003 | Palomar          | NEAT            | —         | MPC                           |
| 143434     | 2003 BY62  | 28 jan 2003 | Socorro          | LINEAR          | Brangane  | MPC                           |
| 143435     | 2003 BD64  | 29 jan 2003 | Palomar          | NEAT            | —         | MPC                           |
| 143436     | 2003 BX66  | 30 jan 2003 | Anderson Mesa    | LONEOS          | —         | MPC                           |
| 143437     | 2003 BY66  | 30 jan 2003 | Anderson Mesa    | LONEOS          | —         | MPC                           |
| 143438     | 2003 BB67  | 30 jan 2003 | Haleakalā        | NEAT            | —         | MPC                           |
| 143439     | 2003 BM67  | 27 jan 2003 | Anderson Mesa    | LONEOS          | —         | MPC                           |
| 143440     | 2003 BV70  | 31 jan 2003 | Kitt Peak        | Spacewatch      | —         | MPC                           |
| 143441     | 2003 BM72  | 28 jan 2003 | Palomar          | NEAT            | —         | MPC                           |
| 143442     | 2003 BK73  | 29 jan 2003 | Socorro          | LINEAR          | —         | MPC                           |
| 143443     | 2003 BV73  | 29 jan 2003 | Palomar          | NEAT            | —         | MPC                           |
| 143444     | 2003 BO74  | 29 jan 2003 | Palomar          | NEAT            | —         | MPC                           |
| 143445     | 2003 BV74  | 29 jan 2003 | Palomar          | NEAT            | —         | MPC                           |
| 143446     | 2003 BY75  | 29 jan 2003 | Palomar          | NEAT            | —         | MPC                           |
| 143447     | 2003 BO78  | 31 jan 2003 | Socorro          | LINEAR          | —         | MPC                           |
| 143448     | 2003 BY78  | 31 jan 2003 | Palomar          | NEAT            | —         | MPC                           |
| 143449     | 2003 BG79  | 31 jan 2003 | Anderson Mesa    | LONEOS          | Brangane  | MPC                           |
| 143450     | 2003 BU79  | 31 jan 2003 | Socorro          | LINEAR          | —         | MPC                           |
| 143451     | 2003 BR80  | 31 jan 2003 | Socorro          | LINEAR          | —         | MPC                           |
| 143452     | 2003 BX81  | 31 jan 2003 | Socorro          | LINEAR          | —         | MPC                           |
| 143453     | 2003 BO82  | 31 jan 2003 | Socorro          | LINEAR          | —         | MPC                           |
| 143454     | 2003 BB83  | 31 jan 2003 | Socorro          | LINEAR          | —         | MPC                           |
| 143455     | 2003 BL83  | 31 jan 2003 | Socorro          | LINEAR          | —         | MPC                           |
| 143456     | 2003 BU83  | 31 jan 2003 | Socorro          | LINEAR          | Brangane  | MPC                           |
| 143457     | 2003 BM85  | 31 jan 2003 | Goodricke-Pigott | J. W. Kessel    | —         | MPC                           |
| 143458     | 2003 BF86  | 24 jan 2003 | La Silla         | La Silla Obs.   | —         | MPC                           |
| 143459     | 2003 BG88  | 27 jan 2003 | Socorro          | LINEAR          | —         | MPC                           |
| 143460     | 2003 BQ88  | 27 jan 2003 | Socorro          | LINEAR          | Phocaea   | MPC                           |
| 143461     | 2003 BK89  | 28 jan 2003 | Socorro          | LINEAR          | —         | MPC                           |
| 143462     | 2003 BN89  | 28 jan 2003 | Socorro          | LINEAR          | —         | MPC                           |
| 143463     | 2003 BG90  | 28 jan 2003 | Socorro          | LINEAR          | —         | MPC                           |
| 143464     | 2003 BB91  | 31 jan 2003 | Socorro          | LINEAR          | —         | MPC                           |
| 143465     | 2003 CT    | 1 fev 2003  | Palomar          | NEAT            | Phocaea   | MPC                           |
| 143466     | 2003 CW2   | 2 fev 2003  | Socorro          | LINEAR          | Eos       | MPC                           |
| 143467     | 2003 CH3   | 2 fev 2003  | Socorro          | LINEAR          | —         | MPC                           |
| 143468     | 2003 CP3   | 1 fev 2003  | Palomar          | NEAT            | —         | MPC                           |
| 143469     | 2003 CZ3   | 3 fev 2003  | Palomar          | NEAT            | —         | MPC                           |
| 143470     | 2003 CZ4   | 1 fev 2003  | Socorro          | LINEAR          | —         | MPC                           |
| 143471     | 2003 CT5   | 1 fev 2003  | Socorro          | LINEAR          | Brangane  | MPC                           |
| 143472     | 2003 CJ6   | 1 fev 2003  | Socorro          | LINEAR          | Ursula    | MPC                           |
| 143473     | 2003 CR6   | 1 fev 2003  | Socorro          | LINEAR          | —         | MPC                           |
| 143474     | 2003 CX6   | 1 fev 2003  | Socorro          | LINEAR          | Ursula    | MPC                           |
| 143475     | 2003 CB8   | 1 fev 2003  | Socorro          | LINEAR          | —         | MPC                           |
| 143476     | 2003 CB9   | 2 fev 2003  | Anderson Mesa    | LONEOS          | Brangane  | MPC                           |
| 143477     | 2003 CC10  | 2 fev 2003  | Haleakalā        | NEAT            | —         | MPC                           |
| 143478     | 2003 CJ10  | 2 fev 2003  | Socorro          | LINEAR          | —         | MPC                           |
| 143479     | 2003 CP10  | 3 fev 2003  | Palomar          | NEAT            | —         | MPC                           |
| 143480     | 2003 CU10  | 3 fev 2003  | Anderson Mesa    | LONEOS          | Brangane  | MPC                           |
| 143481     | 2003 CB11  | 3 fev 2003  | Haleakalā        | NEAT            | —         | MPC                           |
| 143482     | 2003 CU12  | 2 fev 2003  | Palomar          | NEAT            | —         | MPC                           |
| 143483     | 2003 CF13  | 3 fev 2003  | Palomar          | NEAT            | —         | MPC                           |
| 143484     | 2003 CY13  | 3 fev 2003  | Kitt Peak        | Spacewatch      | —         | MPC                           |
| 143485     | 2003 CV14  | 3 fev 2003  | Haleakalā        | NEAT            | —         | MPC                           |
| 143486     | 2003 CJ15  | 4 fev 2003  | Anderson Mesa    | LONEOS          | —         | MPC                           |
| 143487     | 2003 CR20  | 11 fev 2003 | Haleakalā        | NEAT            | —         | MPC                           |
| 143488     | 2003 CX21  | 3 fev 2003  | Socorro          | LINEAR          | —         | MPC                           |
| 143489     | 2003 DS    | 21 fev 2003 | Palomar          | NEAT            | Brangane  | MPC                           |
| 143490     | 2003 DL3   | 22 fev 2003 | Palomar          | NEAT            | —         | MPC                           |
| 143491     | 2003 DO3   | 22 fev 2003 | Palomar          | NEAT            | —         | MPC                           |
| 143492     | 2003 DP4   | 22 fev 2003 | Kleť             | Kleť Obs.       | —         | MPC                           |
| 143493     | 2003 DF5   | 19 fev 2003 | Palomar          | NEAT            | —         | MPC                           |
| 143494     | 2003 DB8   | 22 fev 2003 | Palomar          | NEAT            | —         | MPC                           |
| 143495     | 2003 DW9   | 24 fev 2003 | Uccle            | T. Pauwels      | —         | MPC                           |
| 143496     | 2003 DU10  | 26 fev 2003 | Campo Imperatore | CINEOS          | —         | MPC                           |
| 143497     | 2003 DB11  | 23 fev 2003 | Kitt Peak        | Spacewatch      | —         | MPC                           |
| 143498     | 2003 DJ12  | 25 fev 2003 | Campo Imperatore | CINEOS          | —         | MPC                           |
| 143499     | 2003 DQ12  | 26 fev 2003 | Campo Imperatore | CINEOS          | —         | MPC                           |
| 143500     | 2003 DU13  | 25 fev 2003 | Haleakalā        | NEAT            | Brangane  | MPC                           |

## 143501–143600
| Designação       | Designação | Descoberta  | Descoberta       | Descobridor(es)            | Categoria | Mais informações / Referência |
| Permanente       | Provisória | Data        | Local            | Descobridor(es)            | Categoria | Mais informações / Referência |
| ---------------- | ---------- | ----------- | ---------------- | -------------------------- | --------- | ----------------------------- |
| 143501           | 2003 DY13  | 26 fev 2003 | Haleakalā        | NEAT                       | —         | MPC                           |
| 143502           | 2003 DS14  | 25 fev 2003 | Haleakala        | NEAT                       | —         | MPC                           |
| 143503           | 2003 DC15  | 26 fev 2003 | Socorro          | LINEAR                     | —         | MPC                           |
| 143504           | 2003 DL17  | 22 fev 2003 | Goodricke-Pigott | J. W. Kessel               | Ursula    | MPC                           |
| 143505           | 2003 DM17  | 22 fev 2003 | Goodricke-Pigott | J. W. Kessel               | —         | MPC                           |
| 143506           | 2003 DO17  | 22 fev 2003 | Goodricke-Pigott | J. W. Kessel               | —         | MPC                           |
| 143507           | 2003 DL20  | 22 fev 2003 | Palomar          | NEAT                       | —         | MPC                           |
| 143508           | 2003 DJ22  | 24 fev 2003 | Needville        | J. Dellinger, W. G. Dillon | —         | MPC                           |
| 143509           | 2003 EG1   | 5 mar 2003  | Socorro          | LINEAR                     | Brangane  | MPC                           |
| 143510           | 2003 EN4   | 6 mar 2003  | Desert Eagle     | W. K. Y. Yeung             | —         | MPC                           |
| 143511           | 2003 EZ5   | 6 mar 2003  | Anderson Mesa    | LONEOS                     | —         | MPC                           |
| 143512           | 2003 ED7   | 6 mar 2003  | Anderson Mesa    | LONEOS                     | —         | MPC                           |
| 143513           | 2003 EH7   | 6 mar 2003  | Anderson Mesa    | LONEOS                     | —         | MPC                           |
| 143514           | 2003 EN8   | 6 mar 2003  | Anderson Mesa    | LONEOS                     | —         | MPC                           |
| 143515           | 2003 EX8   | 6 mar 2003  | Socorro          | LINEAR                     | —         | MPC                           |
| 143516           | 2003 EP9   | 6 mar 2003  | Anderson Mesa    | LONEOS                     | Themis    | MPC                           |
| 143517           | 2003 ES9   | 6 mar 2003  | Anderson Mesa    | LONEOS                     | —         | MPC                           |
| 143518           | 2003 ED10  | 6 mar 2003  | Anderson Mesa    | LONEOS                     | —         | MPC                           |
| 143519           | 2003 EV11  | 6 mar 2003  | Socorro          | LINEAR                     | —         | MPC                           |
| 143520           | 2003 EJ12  | 6 mar 2003  | Socorro          | LINEAR                     | —         | MPC                           |
| 143521           | 2003 EY12  | 6 mar 2003  | Socorro          | LINEAR                     | —         | MPC                           |
| 143522           | 2003 EG13  | 6 mar 2003  | Palomar          | NEAT                       | Ursula    | MPC                           |
| 143523           | 2003 EH13  | 6 mar 2003  | Palomar          | NEAT                       | —         | MPC                           |
| 143524           | 2003 ET13  | 6 mar 2003  | Palomar          | NEAT                       | —         | MPC                           |
| 143525           | 2003 EZ14  | 7 mar 2003  | Socorro          | LINEAR                     | —         | MPC                           |
| 143526           | 2003 EG15  | 7 mar 2003  | Socorro          | LINEAR                     | —         | MPC                           |
| 143527           | 2003 EN16  | 8 mar 2003  | Kitt Peak        | Spacewatch                 | —         | MPC                           |
| 143528           | 2003 ET18  | 6 mar 2003  | Anderson Mesa    | LONEOS                     | —         | MPC                           |
| 143529           | 2003 EU18  | 6 mar 2003  | Anderson Mesa    | LONEOS                     | —         | MPC                           |
| 143530           | 2003 EE19  | 6 mar 2003  | Anderson Mesa    | LONEOS                     | Brangane  | MPC                           |
| 143531           | 2003 EC20  | 6 mar 2003  | Anderson Mesa    | LONEOS                     | —         | MPC                           |
| 143532           | 2003 EK20  | 6 mar 2003  | Anderson Mesa    | LONEOS                     | —         | MPC                           |
| 143533           | 2003 ER20  | 6 mar 2003  | Anderson Mesa    | LONEOS                     | —         | MPC                           |
| 143534           | 2003 EC21  | 6 mar 2003  | Anderson Mesa    | LONEOS                     | —         | MPC                           |
| 143535           | 2003 EZ22  | 6 mar 2003  | Socorro          | LINEAR                     | —         | MPC                           |
| 143536           | 2003 EZ23  | 6 mar 2003  | Socorro          | LINEAR                     | —         | MPC                           |
| 143537           | 2003 EV24  | 6 mar 2003  | Socorro          | LINEAR                     | —         | MPC                           |
| 143538           | 2003 EG25  | 6 mar 2003  | Anderson Mesa    | LONEOS                     | Brangane  | MPC                           |
| 143539           | 2003 EN25  | 6 mar 2003  | Anderson Mesa    | LONEOS                     | —         | MPC                           |
| 143540           | 2003 ED27  | 6 mar 2003  | Anderson Mesa    | LONEOS                     | —         | MPC                           |
| 143541           | 2003 EL27  | 6 mar 2003  | Socorro          | LINEAR                     | —         | MPC                           |
| 143542           | 2003 EC30  | 6 mar 2003  | Palomar          | NEAT                       | —         | MPC                           |
| 143543           | 2003 EW30  | 6 mar 2003  | Palomar          | NEAT                       | —         | MPC                           |
| 143544           | 2003 EX30  | 6 mar 2003  | Palomar          | NEAT                       | Brangane  | MPC                           |
| 143545           | 2003 EA31  | 6 mar 2003  | Palomar          | NEAT                       | —         | MPC                           |
| 143546           | 2003 EG31  | 6 mar 2003  | Palomar          | NEAT                       | —         | MPC                           |
| 143547           | 2003 ES31  | 7 mar 2003  | Socorro          | LINEAR                     | —         | MPC                           |
| 143548           | 2003 ER35  | 7 mar 2003  | Socorro          | LINEAR                     | —         | MPC                           |
| 143549           | 2003 EU36  | 8 mar 2003  | Anderson Mesa    | LONEOS                     | —         | MPC                           |
| 143550           | 2003 EC37  | 8 mar 2003  | Anderson Mesa    | LONEOS                     | —         | MPC                           |
| 143551           | 2003 EH37  | 8 mar 2003  | Anderson Mesa    | LONEOS                     | —         | MPC                           |
| 143552           | 2003 ET37  | 8 mar 2003  | Anderson Mesa    | LONEOS                     | —         | MPC                           |
| 143553           | 2003 EG38  | 8 mar 2003  | Anderson Mesa    | LONEOS                     | —         | MPC                           |
| 143554           | 2003 ED39  | 8 mar 2003  | Socorro          | LINEAR                     | —         | MPC                           |
| 143555           | 2003 EH39  | 8 mar 2003  | Socorro          | LINEAR                     | —         | MPC                           |
| 143556           | 2003 ED40  | 8 mar 2003  | Kitt Peak        | Spacewatch                 | Ursula    | MPC                           |
| 143557           | 2003 ER40  | 8 mar 2003  | Anderson Mesa    | LONEOS                     | —         | MPC                           |
| 143558           | 2003 ET42  | 9 mar 2003  | Kitt Peak        | Spacewatch                 | —         | MPC                           |
| 143559           | 2003 ET43  | 6 mar 2003  | Socorro          | LINEAR                     | —         | MPC                           |
| 143560           | 2003 EV44  | 7 mar 2003  | Anderson Mesa    | LONEOS                     | —         | MPC                           |
| 143561           | 2003 EP45  | 7 mar 2003  | Socorro          | LINEAR                     | —         | MPC                           |
| 143562           | 2003 EZ45  | 7 mar 2003  | Socorro          | LINEAR                     | —         | MPC                           |
| 143563           | 2003 EQ46  | 8 mar 2003  | Anderson Mesa    | LONEOS                     | —         | MPC                           |
| 143564           | 2003 ER47  | 9 mar 2003  | Anderson Mesa    | LONEOS                     | —         | MPC                           |
| 143565           | 2003 EW48  | 9 mar 2003  | Socorro          | LINEAR                     | —         | MPC                           |
| 143566           | 2003 EP51  | 9 mar 2003  | Socorro          | LINEAR                     | —         | MPC                           |
| 143567           | 2003 ET51  | 10 mar 2003 | Anderson Mesa    | LONEOS                     | —         | MPC                           |
| 143568           | 2003 EX52  | 8 mar 2003  | Socorro          | LINEAR                     | Brangane  | MPC                           |
| 143569           | 2003 EB53  | 8 mar 2003  | Anderson Mesa    | LONEOS                     | —         | MPC                           |
| 143570           | 2003 ER53  | 9 mar 2003  | Socorro          | LINEAR                     | —         | MPC                           |
| 143571           | 2003 EX57  | 9 mar 2003  | Socorro          | LINEAR                     | —         | MPC                           |
| 143572           | 2003 ET58  | 10 mar 2003 | Socorro          | LINEAR                     | —         | MPC                           |
| 143573           | 2003 EU58  | 11 mar 2003 | Palomar          | NEAT                       | —         | MPC                           |
| 143574           | 2003 EC59  | 11 mar 2003 | Socorro          | LINEAR                     | —         | MPC                           |
| 143575           | 2003 EB60  | 12 mar 2003 | Desert Moon      | B. L. Stevens              | —         | MPC                           |
| 143576           | 2003 FS1   | 24 mar 2003 | Socorro          | LINEAR                     | —         | MPC                           |
| 143577           | 2003 FG2   | 23 mar 2003 | Vicques          | M. Ory                     | —         | MPC                           |
| 143578           | 2003 FA5   | 24 mar 2003 | Črni Vrh         | H. Mikuž, S. Matičič       | —         | MPC                           |
| 143579 Dérimiksa | 2003 FE7   | 28 mar 2003 | Piszkéstető      | K. Sárneczky               | —         | MPC                           |
| 143580           | 2003 FO9   | 21 mar 2003 | Haleakalā        | NEAT                       | —         | MPC                           |
| 143581           | 2003 FV12  | 23 mar 2003 | Kitt Peak        | Spacewatch                 | —         | MPC                           |
| 143582           | 2003 FQ13  | 23 mar 2003 | Kitt Peak        | Spacewatch                 | —         | MPC                           |
| 143583           | 2003 FY13  | 23 mar 2003 | Kitt Peak        | Spacewatch                 | —         | MPC                           |
| 143584           | 2003 FS23  | 23 mar 2003 | Kitt Peak        | Spacewatch                 | Ursula    | MPC                           |
| 143585           | 2003 FF24  | 23 mar 2003 | Kitt Peak        | Spacewatch                 | —         | MPC                           |
| 143586           | 2003 FD26  | 24 mar 2003 | Kitt Peak        | Spacewatch                 | —         | MPC                           |
| 143587           | 2003 FY28  | 24 mar 2003 | Haleakalā        | NEAT                       | —         | MPC                           |
| 143588           | 2003 FN45  | 24 mar 2003 | Kitt Peak        | Spacewatch                 | —         | MPC                           |
| 143589           | 2003 FJ46  | 24 mar 2003 | Kitt Peak        | Spacewatch                 | —         | MPC                           |
| 143590           | 2003 FU50  | 25 mar 2003 | Palomar          | NEAT                       | —         | MPC                           |
| 143591           | 2003 FF51  | 25 mar 2003 | Palomar          | NEAT                       | —         | MPC                           |
| 143592           | 2003 FS52  | 25 mar 2003 | Haleakalā        | NEAT                       | —         | MPC                           |
| 143593           | 2003 FG61  | 26 mar 2003 | Palomar          | NEAT                       | —         | MPC                           |
| 143594           | 2003 FD62  | 26 mar 2003 | Kitt Peak        | Spacewatch                 | —         | MPC                           |
| 143595           | 2003 FL62  | 26 mar 2003 | Palomar          | NEAT                       | Brangane  | MPC                           |
| 143596           | 2003 FN62  | 26 mar 2003 | Kitt Peak        | Spacewatch                 | —         | MPC                           |
| 143597           | 2003 FZ65  | 26 mar 2003 | Kitt Peak        | Spacewatch                 | —         | MPC                           |
| 143598           | 2003 FV75  | 27 mar 2003 | Palomar          | NEAT                       | —         | MPC                           |
| 143599           | 2003 FM78  | 27 mar 2003 | Kitt Peak        | Spacewatch                 | —         | MPC                           |
| 143600           | 2003 FW78  | 27 mar 2003 | Socorro          | LINEAR                     | —         | MPC                           |

## 143601–143700
| Designação         | Designação | Descoberta  | Descoberta        | Descobridor(es)            | Categoria | Mais informações / Referência |
| Permanente         | Provisória | Data        | Local             | Descobridor(es)            | Categoria | Mais informações / Referência |
| ------------------ | ---------- | ----------- | ----------------- | -------------------------- | --------- | ----------------------------- |
| 143601             | 2003 FZ78  | 27 mar 2003 | Socorro           | LINEAR                     | Ursula    | MPC                           |
| 143602             | 2003 FW81  | 27 mar 2003 | Socorro           | LINEAR                     | —         | MPC                           |
| 143603             | 2003 FM89  | 29 mar 2003 | Anderson Mesa     | LONEOS                     | Ursula    | MPC                           |
| 143604             | 2003 FK91  | 29 mar 2003 | Anderson Mesa     | LONEOS                     | —         | MPC                           |
| 143605             | 2003 FP91  | 29 mar 2003 | Anderson Mesa     | LONEOS                     | —         | MPC                           |
| 143606             | 2003 FZ92  | 29 mar 2003 | Anderson Mesa     | LONEOS                     | —         | MPC                           |
| 143607             | 2003 FD94  | 29 mar 2003 | Anderson Mesa     | LONEOS                     | —         | MPC                           |
| 143608             | 2003 FD112 | 31 mar 2003 | Socorro           | LINEAR                     | —         | MPC                           |
| 143609             | 2003 FL114 | 31 mar 2003 | Socorro           | LINEAR                     | —         | MPC                           |
| 143610             | 2003 FA117 | 24 mar 2003 | Kitt Peak         | Spacewatch                 | —         | MPC                           |
| 143611             | 2003 FP117 | 25 mar 2003 | Palomar           | NEAT                       | Eos       | MPC                           |
| 143612             | 2003 FQ120 | 24 mar 2003 | Kitt Peak         | Spacewatch                 | —         | MPC                           |
| 143613             | 2003 FD121 | 25 mar 2003 | Anderson Mesa     | LONEOS                     | —         | MPC                           |
| 143614             | 2003 GO2   | 1 abr 2003  | Socorro           | LINEAR                     | Ursula    | MPC                           |
| 143615             | 2003 GK4   | 1 abr 2003  | Socorro           | LINEAR                     | —         | MPC                           |
| 143616             | 2003 GA11  | 1 abr 2003  | Socorro           | LINEAR                     | —         | MPC                           |
| 143617             | 2003 GH12  | 1 abr 2003  | Socorro           | LINEAR                     | —         | MPC                           |
| 143618             | 2003 GQ28  | 7 abr 2003  | Uccle             | T. Pauwels                 | —         | MPC                           |
| 143619             | 2003 GC49  | 9 abr 2003  | Kitt Peak         | Spacewatch                 | —         | MPC                           |
| 143620             | 2003 GM50  | 4 abr 2003  | Haleakalā         | NEAT                       | —         | MPC                           |
| 143621             | 2003 GE55  | 4 abr 2003  | Kitt Peak         | Spacewatch                 | Pallas    | MPC                           |
| 143622 Robertbloch | 2003 HG    | 22 abr 2003 | Vicques           | M. Ory                     | —         | MPC                           |
| 143623             | 2003 HJ3   | 24 abr 2003 | Anderson Mesa     | LONEOS                     | —         | MPC                           |
| 143624             | 2003 HM16  | 27 abr 2003 | Socorro           | LINEAR                     | —         | MPC                           |
| 143625             | 2003 HJ26  | 25 abr 2003 | Anderson Mesa     | LONEOS                     | —         | MPC                           |
| 143626             | 2003 HU27  | 25 abr 2003 | Campo Imperatore  | CINEOS                     | —         | MPC                           |
| 143627             | 2003 HJ28  | 26 abr 2003 | Haleakalā         | NEAT                       | —         | MPC                           |
| 143628             | 2003 HG31  | 26 abr 2003 | Kitt Peak         | Spacewatch                 | Mitidika  | MPC                           |
| 143629             | 2003 HS32  | 29 abr 2003 | Socorro           | LINEAR                     | —         | MPC                           |
| 143630             | 2003 HA33  | 29 abr 2003 | Anderson Mesa     | LONEOS                     | —         | MPC                           |
| 143631             | 2003 HS35  | 27 abr 2003 | Socorro           | LINEAR                     | —         | MPC                           |
| 143632             | 2003 HA37  | 26 abr 2003 | Haleakalā         | NEAT                       | Eos       | MPC                           |
| 143633             | 2003 HX53  | 22 abr 2003 | Bergisch Gladbach | W. Bickel                  | —         | MPC                           |
| 143634             | 2003 HR54  | 24 abr 2003 | Haleakalā         | NEAT                       | —         | MPC                           |
| 143635             | 2003 HU54  | 24 abr 2003 | Haleakala         | NEAT                       | —         | MPC                           |
| 143636             | 2003 KO19  | 30 mai 2003 | Anderson Mesa     | LONEOS                     | —         | MPC                           |
| 143637             | 2003 LP6   | 12 jun 2003 | Socorro           | LINEAR                     | —         | MPC                           |
| 143638             | 2003 MU8   | 28 jun 2003 | Socorro           | LINEAR                     | —         | MPC                           |
| 143639             | 2003 MK9   | 30 jun 2003 | Socorro           | LINEAR                     | —         | MPC                           |
| 143640             | 2003 NR4   | 5 jul 2003  | Socorro           | LINEAR                     | —         | MPC                           |
| 143641 Sapello     | 2003 NK5   | 5 jul 2003  | Mount Graham      | W. H. Ryan, C. T. Martinez | —         | MPC                           |
| 143642             | 2003 NV6   | 7 jul 2003  | Reedy Creek       | J. Broughton               | —         | MPC                           |
| 143643             | 2003 NP7   | 7 jul 2003  | Palomar           | NEAT                       | —         | MPC                           |
| 143644             | 2003 OE3   | 23 jul 2003 | Wise              | D. Polishook               | —         | MPC                           |
| 143645             | 2003 OP4   | 22 jul 2003 | Haleakalā         | NEAT                       | —         | MPC                           |
| 143646             | 2003 OO7   | 25 jul 2003 | Palomar           | NEAT                       | —         | MPC                           |
| 143647             | 2003 OZ13  | 27 jul 2003 | Haleakalā         | NEAT                       | Juno      | MPC                           |
| 143648             | 2003 QP17  | 22 ago 2003 | Palomar           | NEAT                       | —         | MPC                           |
| 143649             | 2003 QQ47  | 24 ago 2003 | Socorro           | LINEAR                     | —         | MPC                           |
| 143650             | 2003 QZ61  | 23 ago 2003 | Socorro           | LINEAR                     | —         | MPC                           |
| 143651             | 2003 QO104 | 31 ago 2003 | Haleakalā         | NEAT                       | —         | MPC                           |
| 143652             | 2003 RW12  | 14 set 2003 | Haleakala         | NEAT                       | —         | MPC                           |
| 143653             | 2003 RT13  | 15 set 2003 | Haleakala         | NEAT                       | Juno      | MPC                           |
| 143654             | 2003 SH11  | 17 set 2003 | Socorro           | LINEAR                     | —         | MPC                           |
| 143655             | 2003 SE18  | 16 set 2003 | Kitt Peak         | Spacewatch                 | Juno      | MPC                           |
| 143656             | 2003 SJ39  | 16 set 2003 | Palomar           | NEAT                       | —         | MPC                           |
| 143657             | 2003 SA45  | 16 set 2003 | Anderson Mesa     | LONEOS                     | —         | MPC                           |
| 143658             | 2003 SB45  | 16 set 2003 | Anderson Mesa     | LONEOS                     | Juno      | MPC                           |
| 143659             | 2003 SR55  | 16 set 2003 | Anderson Mesa     | LONEOS                     | —         | MPC                           |
| 143660             | 2003 SJ70  | 17 set 2003 | Kitt Peak         | Spacewatch                 | —         | MPC                           |
| 143661             | 2003 SM73  | 18 set 2003 | Kitt Peak         | Spacewatch                 | —         | MPC                           |
| 143662             | 2003 SP84  | 20 set 2003 | Socorro           | LINEAR                     | Juno      | MPC                           |
| 143663             | 2003 SW88  | 18 set 2003 | Anderson Mesa     | LONEOS                     | —         | MPC                           |
| 143664             | 2003 SM93  | 18 set 2003 | Kitt Peak         | Spacewatch                 | —         | MPC                           |
| 143665             | 2003 SP98  | 19 set 2003 | Kitt Peak         | Spacewatch                 | —         | MPC                           |
| 143666             | 2003 SR109 | 20 set 2003 | Kitt Peak         | Spacewatch                 | —         | MPC                           |
| 143667             | 2003 SQ125 | 19 set 2003 | Socorro           | LINEAR                     | —         | MPC                           |
| 143668             | 2003 SF128 | 20 set 2003 | Socorro           | LINEAR                     | —         | MPC                           |
| 143669             | 2003 SO140 | 19 set 2003 | Palomar           | NEAT                       | Juno      | MPC                           |
| 143670             | 2003 SJ145 | 20 set 2003 | Campo Imperatore  | CINEOS                     | —         | MPC                           |
| 143671             | 2003 SW151 | 18 set 2003 | Palomar           | NEAT                       | —         | MPC                           |
| 143672             | 2003 SN155 | 19 set 2003 | Anderson Mesa     | LONEOS                     | —         | MPC                           |
| 143673             | 2003 SO195 | 20 set 2003 | Palomar           | NEAT                       | —         | MPC                           |
| 143674             | 2003 SB210 | 25 set 2003 | Haleakalā         | NEAT                       | —         | MPC                           |
| 143675             | 2003 SJ214 | 26 set 2003 | Desert Eagle      | W. K. Y. Yeung             | —         | MPC                           |
| 143676             | 2003 SK214 | 26 set 2003 | Desert Eagle      | W. K. Y. Yeung             | —         | MPC                           |
| 143677             | 2003 SW220 | 29 set 2003 | Desert Eagle      | W. K. Y. Yeung             | —         | MPC                           |
| 143678             | 2003 SA224 | 30 set 2003 | Socorro           | LINEAR                     | —         | MPC                           |
| 143679             | 2003 SK236 | 26 set 2003 | Socorro           | LINEAR                     | —         | MPC                           |
| 143680             | 2003 SU242 | 27 set 2003 | Kitt Peak         | Spacewatch                 | Chloris   | MPC                           |
| 143681             | 2003 SX255 | 27 set 2003 | Kitt Peak         | Spacewatch                 | —         | MPC                           |
| 143682             | 2003 SQ266 | 29 set 2003 | Socorro           | LINEAR                     | Mitidika  | MPC                           |
| 143683             | 2003 SV280 | 18 set 2003 | Palomar           | NEAT                       | —         | MPC                           |
| 143684             | 2003 SS293 | 27 set 2003 | Socorro           | LINEAR                     | —         | MPC                           |
| 143685             | 2003 SS317 | 25 set 2003 | Mauna Kea         | Mauna Kea Obs.             | Juno      | MPC                           |
| 143686             | 2003 TW11  | 14 out 2003 | Anderson Mesa     | LONEOS                     | —         | MPC                           |
| 143687             | 2003 TP18  | 15 out 2003 | Anderson Mesa     | LONEOS                     | —         | MPC                           |
| 143688             | 2003 TH30  | 1 out 2003  | Kitt Peak         | Spacewatch                 | —         | MPC                           |
| 143689             | 2003 UQ9   | 19 out 2003 | Kitt Peak         | Spacewatch                 | —         | MPC                           |
| 143690             | 2003 UK13  | 16 out 2003 | Kitt Peak         | Spacewatch                 | —         | MPC                           |
| 143691             | 2003 UQ15  | 16 out 2003 | Anderson Mesa     | LONEOS                     | —         | MPC                           |
| 143692             | 2003 UF20  | 21 out 2003 | Socorro           | LINEAR                     | —         | MPC                           |
| 143693             | 2003 UM21  | 19 out 2003 | Anderson Mesa     | LONEOS                     | —         | MPC                           |
| 143694             | 2003 UK24  | 22 out 2003 | Kitt Peak         | Spacewatch                 | —         | MPC                           |
| 143695             | 2003 UQ40  | 16 out 2003 | Anderson Mesa     | LONEOS                     | —         | MPC                           |
| 143696             | 2003 UU40  | 16 out 2003 | Anderson Mesa     | LONEOS                     | —         | MPC                           |
| 143697             | 2003 UP44  | 18 out 2003 | Kitt Peak         | Spacewatch                 | —         | MPC                           |
| 143698             | 2003 UB55  | 18 out 2003 | Palomar           | NEAT                       | —         | MPC                           |
| 143699             | 2003 UN55  | 18 out 2003 | Palomar           | NEAT                       | —         | MPC                           |
| 143700             | 2003 UF57  | 26 out 2003 | Kvistaberg        | UDAS                       | —         | MPC                           |

## 143701–143800
| Designação | Designação | Descoberta  | Descoberta    | Descobridor(es) | Categoria | Mais informações / Referência |
| Permanente | Provisória | Data        | Local         | Descobridor(es) | Categoria | Mais informações / Referência |
| ---------- | ---------- | ----------- | ------------- | --------------- | --------- | ----------------------------- |
| 143701     | 2003 UV79  | 19 out 2003 | Haleakalā     | NEAT            | —         | MPC                           |
| 143702     | 2003 UG91  | 20 out 2003 | Socorro       | LINEAR          | —         | MPC                           |
| 143703     | 2003 UQ101 | 20 out 2003 | Socorro       | LINEAR          | —         | MPC                           |
| 143704     | 2003 UV109 | 19 out 2003 | Palomar       | NEAT            | —         | MPC                           |
| 143705     | 2003 UR115 | 20 out 2003 | Palomar       | NEAT            | —         | MPC                           |
| 143706     | 2003 UG117 | 21 out 2003 | Socorro       | LINEAR          | —         | MPC                           |
| 143707     | 2003 UY117 | 22 out 2003 | Kitt Peak     | Spacewatch      | Pallas    | MPC                           |
| 143708     | 2003 UV126 | 20 out 2003 | Palomar       | NEAT            | —         | MPC                           |
| 143709     | 2003 UM132 | 19 out 2003 | Palomar       | NEAT            | —         | MPC                           |
| 143710     | 2003 UG134 | 20 out 2003 | Palomar       | NEAT            | —         | MPC                           |
| 143711     | 2003 UR136 | 21 out 2003 | Socorro       | LINEAR          | —         | MPC                           |
| 143712     | 2003 UD142 | 18 out 2003 | Anderson Mesa | LONEOS          | —         | MPC                           |
| 143713     | 2003 UF143 | 18 out 2003 | Anderson Mesa | LONEOS          | —         | MPC                           |
| 143714     | 2003 UL158 | 20 out 2003 | Kitt Peak     | Spacewatch      | —         | MPC                           |
| 143715     | 2003 UT158 | 20 out 2003 | Kitt Peak     | Spacewatch      | —         | MPC                           |
| 143716     | 2003 UM164 | 21 out 2003 | Socorro       | LINEAR          | —         | MPC                           |
| 143717     | 2003 UF165 | 21 out 2003 | Palomar       | NEAT            | —         | MPC                           |
| 143718     | 2003 UX167 | 22 out 2003 | Socorro       | LINEAR          | —         | MPC                           |
| 143719     | 2003 UU177 | 21 out 2003 | Palomar       | NEAT            | —         | MPC                           |
| 143720     | 2003 US182 | 21 out 2003 | Palomar       | NEAT            | Mitidika  | MPC                           |
| 143721     | 2003 UB184 | 21 out 2003 | Palomar       | NEAT            | —         | MPC                           |
| 143722     | 2003 UM188 | 22 out 2003 | Socorro       | LINEAR          | —         | MPC                           |
| 143723     | 2003 UW199 | 21 out 2003 | Socorro       | LINEAR          | —         | MPC                           |
| 143724     | 2003 UJ200 | 21 out 2003 | Socorro       | LINEAR          | —         | MPC                           |
| 143725     | 2003 UX200 | 21 out 2003 | Socorro       | LINEAR          | —         | MPC                           |
| 143726     | 2003 UG201 | 21 out 2003 | Socorro       | LINEAR          | —         | MPC                           |
| 143727     | 2003 UB204 | 21 out 2003 | Kitt Peak     | Spacewatch      | —         | MPC                           |
| 143728     | 2003 UE206 | 22 out 2003 | Socorro       | LINEAR          | —         | MPC                           |
| 143729     | 2003 UX209 | 23 out 2003 | Anderson Mesa | LONEOS          | —         | MPC                           |
| 143730     | 2003 UJ211 | 23 out 2003 | Kitt Peak     | Spacewatch      | —         | MPC                           |
| 143731     | 2003 UH213 | 23 out 2003 | Haleakalā     | NEAT            | —         | MPC                           |
| 143732     | 2003 UD217 | 21 out 2003 | Socorro       | LINEAR          | —         | MPC                           |
| 143733     | 2003 UB220 | 21 out 2003 | Socorro       | LINEAR          | —         | MPC                           |
| 143734     | 2003 UK222 | 22 out 2003 | Socorro       | LINEAR          | —         | MPC                           |
| 143735     | 2003 US223 | 22 out 2003 | Socorro       | LINEAR          | —         | MPC                           |
| 143736     | 2003 UM226 | 22 out 2003 | Kitt Peak     | Spacewatch      | —         | MPC                           |
| 143737     | 2003 UJ236 | 22 out 2003 | Haleakalā     | NEAT            | Juno      | MPC                           |
| 143738     | 2003 UK239 | 24 out 2003 | Socorro       | LINEAR          | Eos       | MPC                           |
| 143739     | 2003 UB246 | 24 out 2003 | Socorro       | LINEAR          | —         | MPC                           |
| 143740     | 2003 UF247 | 24 out 2003 | Socorro       | LINEAR          | —         | MPC                           |
| 143741     | 2003 UX248 | 25 out 2003 | Socorro       | LINEAR          | —         | MPC                           |
| 143742     | 2003 UZ250 | 25 out 2003 | Socorro       | LINEAR          | —         | MPC                           |
| 143743     | 2003 UJ253 | 27 out 2003 | Socorro       | LINEAR          | —         | MPC                           |
| 143744     | 2003 UD258 | 25 out 2003 | Socorro       | LINEAR          | —         | MPC                           |
| 143745     | 2003 UC259 | 25 out 2003 | Socorro       | LINEAR          | —         | MPC                           |
| 143746     | 2003 UD259 | 25 out 2003 | Socorro       | LINEAR          | —         | MPC                           |
| 143747     | 2003 UQ259 | 25 out 2003 | Socorro       | LINEAR          | —         | MPC                           |
| 143748     | 2003 UA262 | 26 out 2003 | Kitt Peak     | Spacewatch      | —         | MPC                           |
| 143749     | 2003 UR266 | 28 out 2003 | Socorro       | LINEAR          | —         | MPC                           |
| 143750     | 2003 UJ288 | 23 out 2003 | Kitt Peak     | M. W. Buie      | —         | MPC                           |
| 143751     | 2003 US292 | 24 out 2003 | Kitt Peak     | M. W. Buie      | Juno      | MPC                           |
| 143752     | 2003 VJ1   | 5 nov 2003  | Socorro       | LINEAR          | —         | MPC                           |
| 143753     | 2003 VN8   | 15 nov 2003 | Palomar       | NEAT            | —         | MPC                           |
| 143754     | 2003 VB11  | 15 nov 2003 | Palomar       | NEAT            | —         | MPC                           |
| 143755     | 2003 VG11  | 15 nov 2003 | Palomar       | NEAT            | —         | MPC                           |
| 143756     | 2003 WF4   | 16 nov 2003 | Catalina      | CSS             | —         | MPC                           |
| 143757     | 2003 WX5   | 18 nov 2003 | Palomar       | NEAT            | —         | MPC                           |
| 143758     | 2003 WY10  | 18 nov 2003 | Palomar       | NEAT            | —         | MPC                           |
| 143759     | 2003 WC11  | 18 nov 2003 | Palomar       | NEAT            | —         | MPC                           |
| 143760     | 2003 WX11  | 18 nov 2003 | Palomar       | NEAT            | —         | MPC                           |
| 143761     | 2003 WS22  | 16 nov 2003 | Catalina      | CSS             | —         | MPC                           |
| 143762     | 2003 WJ29  | 18 nov 2003 | Kitt Peak     | Spacewatch      | —         | MPC                           |
| 143763     | 2003 WQ29  | 18 nov 2003 | Kitt Peak     | Spacewatch      | —         | MPC                           |
| 143764     | 2003 WS30  | 18 nov 2003 | Kitt Peak     | Spacewatch      | —         | MPC                           |
| 143765     | 2003 WP31  | 18 nov 2003 | Palomar       | NEAT            | —         | MPC                           |
| 143766     | 2003 WZ33  | 19 nov 2003 | Kitt Peak     | Spacewatch      | —         | MPC                           |
| 143767     | 2003 WZ35  | 19 nov 2003 | Catalina      | CSS             | —         | MPC                           |
| 143768     | 2003 WH36  | 19 nov 2003 | Kitt Peak     | Spacewatch      | —         | MPC                           |
| 143769     | 2003 WM37  | 19 nov 2003 | Socorro       | LINEAR          | —         | MPC                           |
| 143770     | 2003 WR37  | 19 nov 2003 | Socorro       | LINEAR          | —         | MPC                           |
| 143771     | 2003 WS39  | 19 nov 2003 | Kitt Peak     | Spacewatch      | —         | MPC                           |
| 143772     | 2003 WF41  | 19 nov 2003 | Kitt Peak     | Spacewatch      | —         | MPC                           |
| 143773     | 2003 WY42  | 16 nov 2003 | Catalina      | CSS             | —         | MPC                           |
| 143774     | 2003 WF43  | 18 nov 2003 | Catalina      | CSS             | —         | MPC                           |
| 143775     | 2003 WR57  | 18 nov 2003 | Kitt Peak     | Spacewatch      | —         | MPC                           |
| 143776     | 2003 WG59  | 18 nov 2003 | Kitt Peak     | Spacewatch      | —         | MPC                           |
| 143777     | 2003 WL66  | 19 nov 2003 | Kitt Peak     | Spacewatch      | —         | MPC                           |
| 143778     | 2003 WG67  | 19 nov 2003 | Kitt Peak     | Spacewatch      | —         | MPC                           |
| 143779     | 2003 WN67  | 19 nov 2003 | Kitt Peak     | Spacewatch      | —         | MPC                           |
| 143780     | 2003 WT67  | 19 nov 2003 | Kitt Peak     | Spacewatch      | —         | MPC                           |
| 143781     | 2003 WE68  | 19 nov 2003 | Kitt Peak     | Spacewatch      | —         | MPC                           |
| 143782     | 2003 WU68  | 19 nov 2003 | Kitt Peak     | Spacewatch      | —         | MPC                           |
| 143783     | 2003 WC74  | 20 nov 2003 | Socorro       | LINEAR          | —         | MPC                           |
| 143784     | 2003 WU74  | 20 nov 2003 | Socorro       | LINEAR          | —         | MPC                           |
| 143785     | 2003 WR76  | 19 nov 2003 | Kitt Peak     | Spacewatch      | —         | MPC                           |
| 143786     | 2003 WZ90  | 18 nov 2003 | Kitt Peak     | Spacewatch      | —         | MPC                           |
| 143787     | 2003 WO91  | 18 nov 2003 | Palomar       | NEAT            | —         | MPC                           |
| 143788     | 2003 WL92  | 18 nov 2003 | Palomar       | NEAT            | —         | MPC                           |
| 143789     | 2003 WR92  | 19 nov 2003 | Anderson Mesa | LONEOS          | —         | MPC                           |
| 143790     | 2003 WE96  | 19 nov 2003 | Anderson Mesa | LONEOS          | —         | MPC                           |
| 143791     | 2003 WT103 | 21 nov 2003 | Socorro       | LINEAR          | —         | MPC                           |
| 143792     | 2003 WL104 | 21 nov 2003 | Socorro       | LINEAR          | —         | MPC                           |
| 143793     | 2003 WQ104 | 21 nov 2003 | Socorro       | LINEAR          | —         | MPC                           |
| 143794     | 2003 WY104 | 21 nov 2003 | Socorro       | LINEAR          | —         | MPC                           |
| 143795     | 2003 WO105 | 21 nov 2003 | Socorro       | LINEAR          | —         | MPC                           |
| 143796     | 2003 WP107 | 23 nov 2003 | Socorro       | LINEAR          | —         | MPC                           |
| 143797     | 2003 WA112 | 20 nov 2003 | Socorro       | LINEAR          | —         | MPC                           |
| 143798     | 2003 WC113 | 20 nov 2003 | Socorro       | LINEAR          | —         | MPC                           |
| 143799     | 2003 WJ113 | 20 nov 2003 | Socorro       | LINEAR          | Juno      | MPC                           |
| 143800     | 2003 WM115 | 20 nov 2003 | Socorro       | LINEAR          | —         | MPC                           |

## 143801–143900
| Designação | Designação | Descoberta  | Descoberta    | Descobridor(es) | Categoria | Mais informações / Referência |
| Permanente | Provisória | Data        | Local         | Descobridor(es) | Categoria | Mais informações / Referência |
| ---------- | ---------- | ----------- | ------------- | --------------- | --------- | ----------------------------- |
| 143801     | 2003 WR116 | 20 nov 2003 | Socorro       | LINEAR          | —         | MPC                           |
| 143802     | 2003 WV117 | 20 nov 2003 | Socorro       | LINEAR          | —         | MPC                           |
| 143803     | 2003 WA119 | 20 nov 2003 | Socorro       | LINEAR          | —         | MPC                           |
| 143804     | 2003 WE119 | 20 nov 2003 | Socorro       | LINEAR          | —         | MPC                           |
| 143805     | 2003 WZ122 | 20 nov 2003 | Socorro       | LINEAR          | —         | MPC                           |
| 143806     | 2003 WD123 | 20 nov 2003 | Socorro       | LINEAR          | —         | MPC                           |
| 143807     | 2003 WY126 | 20 nov 2003 | Socorro       | LINEAR          | —         | MPC                           |
| 143808     | 2003 WG127 | 20 nov 2003 | Socorro       | LINEAR          | —         | MPC                           |
| 143809     | 2003 WN127 | 20 nov 2003 | Socorro       | LINEAR          | —         | MPC                           |
| 143810     | 2003 WR127 | 20 nov 2003 | Socorro       | LINEAR          | Phocaea   | MPC                           |
| 143811     | 2003 WE130 | 21 nov 2003 | Socorro       | LINEAR          | —         | MPC                           |
| 143812     | 2003 WW131 | 19 nov 2003 | Anderson Mesa | LONEOS          | —         | MPC                           |
| 143813     | 2003 WO136 | 21 nov 2003 | Socorro       | LINEAR          | —         | MPC                           |
| 143814     | 2003 WP136 | 21 nov 2003 | Socorro       | LINEAR          | —         | MPC                           |
| 143815     | 2003 WR136 | 21 nov 2003 | Socorro       | LINEAR          | —         | MPC                           |
| 143816     | 2003 WC137 | 21 nov 2003 | Socorro       | LINEAR          | —         | MPC                           |
| 143817     | 2003 WJ137 | 21 nov 2003 | Socorro       | LINEAR          | —         | MPC                           |
| 143818     | 2003 WF138 | 21 nov 2003 | Socorro       | LINEAR          | —         | MPC                           |
| 143819     | 2003 WJ138 | 21 nov 2003 | Socorro       | LINEAR          | —         | MPC                           |
| 143820     | 2003 WS139 | 21 nov 2003 | Socorro       | LINEAR          | —         | MPC                           |
| 143821     | 2003 WR141 | 21 nov 2003 | Socorro       | LINEAR          | —         | MPC                           |
| 143822     | 2003 WC142 | 21 nov 2003 | Socorro       | LINEAR          | —         | MPC                           |
| 143823     | 2003 WU142 | 21 nov 2003 | Socorro       | LINEAR          | —         | MPC                           |
| 143824     | 2003 WX145 | 21 nov 2003 | Socorro       | LINEAR          | —         | MPC                           |
| 143825     | 2003 WK147 | 23 nov 2003 | Kitt Peak     | Spacewatch      | —         | MPC                           |
| 143826     | 2003 WH148 | 24 nov 2003 | Anderson Mesa | LONEOS          | —         | MPC                           |
| 143827     | 2003 WM150 | 24 nov 2003 | Anderson Mesa | LONEOS          | —         | MPC                           |
| 143828     | 2003 WP150 | 24 nov 2003 | Anderson Mesa | LONEOS          | —         | MPC                           |
| 143829     | 2003 WP151 | 19 nov 2003 | Socorro       | LINEAR          | —         | MPC                           |
| 143830     | 2003 WV152 | 26 nov 2003 | Socorro       | LINEAR          | —         | MPC                           |
| 143831     | 2003 WH157 | 30 nov 2003 | Socorro       | LINEAR          | —         | MPC                           |
| 143832     | 2003 WQ159 | 29 nov 2003 | Catalina      | CSS             | —         | MPC                           |
| 143833     | 2003 WB161 | 30 nov 2003 | Kitt Peak     | Spacewatch      | —         | MPC                           |
| 143834     | 2003 WV167 | 19 nov 2003 | Palomar       | NEAT            | —         | MPC                           |
| 143835     | 2003 WG181 | 20 nov 2003 | Socorro       | LINEAR          | —         | MPC                           |
| 143836     | 2003 XL1   | 1 dez 2003  | Kitt Peak     | Spacewatch      | —         | MPC                           |
| 143837     | 2003 XO7   | 1 dez 2003  | Socorro       | LINEAR          | —         | MPC                           |
| 143838     | 2003 XT7   | 3 dez 2003  | Socorro       | LINEAR          | —         | MPC                           |
| 143839     | 2003 XL16  | 14 dez 2003 | Palomar       | NEAT            | —         | MPC                           |
| 143840     | 2003 XA18  | 14 dez 2003 | Kitt Peak     | Spacewatch      | —         | MPC                           |
| 143841     | 2003 XN20  | 14 dez 2003 | Kitt Peak     | Spacewatch      | —         | MPC                           |
| 143842     | 2003 XY24  | 1 dez 2003  | Socorro       | LINEAR          | —         | MPC                           |
| 143843     | 2003 XG36  | 3 dez 2003  | Socorro       | LINEAR          | —         | MPC                           |
| 143844     | 2003 XW37  | 4 dez 2003  | Socorro       | LINEAR          | —         | MPC                           |
| 143845     | 2003 XT38  | 4 dez 2003  | Socorro       | LINEAR          | —         | MPC                           |
| 143846     | 2003 YA3   | 16 dez 2003 | Anderson Mesa | LONEOS          | —         | MPC                           |
| 143847     | 2003 YO4   | 17 dez 2003 | Kitt Peak     | Spacewatch      | —         | MPC                           |
| 143848     | 2003 YZ5   | 16 dez 2003 | Anderson Mesa | LONEOS          | —         | MPC                           |
| 143849     | 2003 YG6   | 17 dez 2003 | Socorro       | LINEAR          | —         | MPC                           |
| 143850     | 2003 YV6   | 17 dez 2003 | Socorro       | LINEAR          | —         | MPC                           |
| 143851     | 2003 YK7   | 17 dez 2003 | Palomar       | NEAT            | —         | MPC                           |
| 143852     | 2003 YR7   | 20 dez 2003 | Nashville     | R. Clingan      | —         | MPC                           |
| 143853     | 2003 YX7   | 20 dez 2003 | Socorro       | LINEAR          | —         | MPC                           |
| 143854     | 2003 YT8   | 19 dez 2003 | Socorro       | LINEAR          | —         | MPC                           |
| 143855     | 2003 YC9   | 20 dez 2003 | Socorro       | LINEAR          | —         | MPC                           |
| 143856     | 2003 YN10  | 17 dez 2003 | Socorro       | LINEAR          | —         | MPC                           |
| 143857     | 2003 YU11  | 17 dez 2003 | Socorro       | LINEAR          | —         | MPC                           |
| 143858     | 2003 YH12  | 17 dez 2003 | Socorro       | LINEAR          | —         | MPC                           |
| 143859     | 2003 YD13  | 17 dez 2003 | Anderson Mesa | LONEOS          | —         | MPC                           |
| 143860     | 2003 YL13  | 17 dez 2003 | Anderson Mesa | LONEOS          | —         | MPC                           |
| 143861     | 2003 YP13  | 17 dez 2003 | Catalina      | CSS             | —         | MPC                           |
| 143862     | 2003 YW13  | 17 dez 2003 | Catalina      | CSS             | —         | MPC                           |
| 143863     | 2003 YC15  | 17 dez 2003 | Socorro       | LINEAR          | —         | MPC                           |
| 143864     | 2003 YN15  | 17 dez 2003 | Socorro       | LINEAR          | —         | MPC                           |
| 143865     | 2003 YG16  | 17 dez 2003 | Anderson Mesa | LONEOS          | —         | MPC                           |
| 143866     | 2003 YH16  | 17 dez 2003 | Anderson Mesa | LONEOS          | —         | MPC                           |
| 143867     | 2003 YZ16  | 17 dez 2003 | Palomar       | NEAT            | —         | MPC                           |
| 143868     | 2003 YA18  | 16 dez 2003 | Anderson Mesa | LONEOS          | —         | MPC                           |
| 143869     | 2003 YM20  | 17 dez 2003 | Kitt Peak     | Spacewatch      | —         | MPC                           |
| 143870     | 2003 YO22  | 18 dez 2003 | Socorro       | LINEAR          | —         | MPC                           |
| 143871     | 2003 YK23  | 17 dez 2003 | Socorro       | LINEAR          | —         | MPC                           |
| 143872     | 2003 YU23  | 17 dez 2003 | Anderson Mesa | LONEOS          | —         | MPC                           |
| 143873     | 2003 YC24  | 17 dez 2003 | Socorro       | LINEAR          | —         | MPC                           |
| 143874     | 2003 YO24  | 17 dez 2003 | Kitt Peak     | Spacewatch      | —         | MPC                           |
| 143875     | 2003 YR24  | 17 dez 2003 | Kitt Peak     | Spacewatch      | —         | MPC                           |
| 143876     | 2003 YE26  | 18 dez 2003 | Socorro       | LINEAR          | —         | MPC                           |
| 143877     | 2003 YF26  | 18 dez 2003 | Socorro       | LINEAR          | —         | MPC                           |
| 143878     | 2003 YG27  | 16 dez 2003 | Črni Vrh      | Črni Vrh        | —         | MPC                           |
| 143879     | 2003 YV27  | 17 dez 2003 | Socorro       | LINEAR          | —         | MPC                           |
| 143880     | 2003 YZ28  | 17 dez 2003 | Palomar       | NEAT            | —         | MPC                           |
| 143881     | 2003 YO29  | 17 dez 2003 | Kitt Peak     | Spacewatch      | —         | MPC                           |
| 143882     | 2003 YP29  | 17 dez 2003 | Kitt Peak     | Spacewatch      | —         | MPC                           |
| 143883     | 2003 YB32  | 18 dez 2003 | Kitt Peak     | Spacewatch      | Mitidika  | MPC                           |
| 143884     | 2003 YD34  | 17 dez 2003 | Kitt Peak     | Spacewatch      | —         | MPC                           |
| 143885     | 2003 YW34  | 18 dez 2003 | Socorro       | LINEAR          | —         | MPC                           |
| 143886     | 2003 YE35  | 18 dez 2003 | Haleakalā     | NEAT            | —         | MPC                           |
| 143887     | 2003 YJ36  | 18 dez 2003 | Socorro       | LINEAR          | —         | MPC                           |
| 143888     | 2003 YL40  | 19 dez 2003 | Kitt Peak     | Spacewatch      | —         | MPC                           |
| 143889     | 2003 YR40  | 19 dez 2003 | Kitt Peak     | Spacewatch      | —         | MPC                           |
| 143890     | 2003 YE43  | 19 dez 2003 | Kitt Peak     | Spacewatch      | —         | MPC                           |
| 143891     | 2003 YP43  | 19 dez 2003 | Socorro       | LINEAR          | —         | MPC                           |
| 143892     | 2003 YU43  | 19 dez 2003 | Socorro       | LINEAR          | —         | MPC                           |
| 143893     | 2003 YS44  | 19 dez 2003 | Kitt Peak     | Spacewatch      | —         | MPC                           |
| 143894     | 2003 YT45  | 17 dez 2003 | Socorro       | LINEAR          | —         | MPC                           |
| 143895     | 2003 YY50  | 18 dez 2003 | Socorro       | LINEAR          | —         | MPC                           |
| 143896     | 2003 YN55  | 19 dez 2003 | Socorro       | LINEAR          | —         | MPC                           |
| 143897     | 2003 YV55  | 19 dez 2003 | Socorro       | LINEAR          | —         | MPC                           |
| 143898     | 2003 YG56  | 19 dez 2003 | Socorro       | LINEAR          | —         | MPC                           |
| 143899     | 2003 YK56  | 19 dez 2003 | Socorro       | LINEAR          | —         | MPC                           |
| 143900     | 2003 YJ58  | 19 dez 2003 | Socorro       | LINEAR          | —         | MPC                           |

## 143901–144000
| Designação | Designação | Descoberta  | Descoberta    | Descobridor(es) | Categoria | Mais informações / Referência |
| Permanente | Provisória | Data        | Local         | Descobridor(es) | Categoria | Mais informações / Referência |
| ---------- | ---------- | ----------- | ------------- | --------------- | --------- | ----------------------------- |
| 143901     | 2003 YR60  | 19 dez 2003 | Kitt Peak     | Spacewatch      | —         | MPC                           |
| 143902     | 2003 YR61  | 19 dez 2003 | Socorro       | LINEAR          | —         | MPC                           |
| 143903     | 2003 YZ61  | 19 dez 2003 | Socorro       | LINEAR          | —         | MPC                           |
| 143904     | 2003 YM62  | 19 dez 2003 | Socorro       | LINEAR          | —         | MPC                           |
| 143905     | 2003 YS62  | 19 dez 2003 | Socorro       | LINEAR          | —         | MPC                           |
| 143906     | 2003 YW62  | 19 dez 2003 | Socorro       | LINEAR          | —         | MPC                           |
| 143907     | 2003 YV63  | 19 dez 2003 | Socorro       | LINEAR          | —         | MPC                           |
| 143908     | 2003 YR65  | 19 dez 2003 | Socorro       | LINEAR          | —         | MPC                           |
| 143909     | 2003 YS66  | 20 dez 2003 | Socorro       | LINEAR          | —         | MPC                           |
| 143910     | 2003 YD69  | 20 dez 2003 | Socorro       | LINEAR          | —         | MPC                           |
| 143911     | 2003 YJ69  | 20 dez 2003 | Socorro       | LINEAR          | —         | MPC                           |
| 143912     | 2003 YN70  | 19 dez 2003 | Socorro       | LINEAR          | —         | MPC                           |
| 143913     | 2003 YF74  | 18 dez 2003 | Socorro       | LINEAR          | —         | MPC                           |
| 143914     | 2003 YA75  | 18 dez 2003 | Socorro       | LINEAR          | —         | MPC                           |
| 143915     | 2003 YC79  | 18 dez 2003 | Socorro       | LINEAR          | —         | MPC                           |
| 143916     | 2003 YE79  | 18 dez 2003 | Socorro       | LINEAR          | —         | MPC                           |
| 143917     | 2003 YN79  | 18 dez 2003 | Socorro       | LINEAR          | —         | MPC                           |
| 143918     | 2003 YP79  | 18 dez 2003 | Socorro       | LINEAR          | —         | MPC                           |
| 143919     | 2003 YW80  | 18 dez 2003 | Socorro       | LINEAR          | —         | MPC                           |
| 143920     | 2003 YF82  | 18 dez 2003 | Socorro       | LINEAR          | —         | MPC                           |
| 143921     | 2003 YW85  | 19 dez 2003 | Socorro       | LINEAR          | —         | MPC                           |
| 143922     | 2003 YU87  | 19 dez 2003 | Socorro       | LINEAR          | —         | MPC                           |
| 143923     | 2003 YE89  | 19 dez 2003 | Socorro       | LINEAR          | —         | MPC                           |
| 143924     | 2003 YH89  | 19 dez 2003 | Socorro       | LINEAR          | —         | MPC                           |
| 143925     | 2003 YO89  | 19 dez 2003 | Socorro       | LINEAR          | —         | MPC                           |
| 143926     | 2003 YX89  | 19 dez 2003 | Kitt Peak     | Spacewatch      | —         | MPC                           |
| 143927     | 2003 YE90  | 19 dez 2003 | Kitt Peak     | Spacewatch      | —         | MPC                           |
| 143928     | 2003 YU90  | 20 dez 2003 | Socorro       | LINEAR          | —         | MPC                           |
| 143929     | 2003 YP91  | 20 dez 2003 | Socorro       | LINEAR          | —         | MPC                           |
| 143930     | 2003 YP98  | 19 dez 2003 | Kitt Peak     | Spacewatch      | —         | MPC                           |
| 143931     | 2003 YD102 | 19 dez 2003 | Socorro       | LINEAR          | —         | MPC                           |
| 143932     | 2003 YF102 | 19 dez 2003 | Socorro       | LINEAR          | —         | MPC                           |
| 143933     | 2003 YC104 | 21 dez 2003 | Socorro       | LINEAR          | —         | MPC                           |
| 143934     | 2003 YD105 | 21 dez 2003 | Socorro       | LINEAR          | —         | MPC                           |
| 143935     | 2003 YE105 | 22 dez 2003 | Socorro       | LINEAR          | —         | MPC                           |
| 143936     | 2003 YR105 | 22 dez 2003 | Socorro       | LINEAR          | —         | MPC                           |
| 143937     | 2003 YK106 | 22 dez 2003 | Socorro       | LINEAR          | —         | MPC                           |
| 143938     | 2003 YV106 | 22 dez 2003 | Catalina      | CSS             | —         | MPC                           |
| 143939     | 2003 YC107 | 22 dez 2003 | Kitt Peak     | Spacewatch      | —         | MPC                           |
| 143940     | 2003 YW113 | 24 dez 2003 | Socorro       | LINEAR          | —         | MPC                           |
| 143941     | 2003 YE115 | 27 dez 2003 | Socorro       | LINEAR          | —         | MPC                           |
| 143942     | 2003 YF115 | 27 dez 2003 | Socorro       | LINEAR          | —         | MPC                           |
| 143943     | 2003 YH115 | 27 dez 2003 | Socorro       | LINEAR          | —         | MPC                           |
| 143944     | 2003 YP115 | 27 dez 2003 | Socorro       | LINEAR          | —         | MPC                           |
| 143945     | 2003 YZ115 | 27 dez 2003 | Socorro       | LINEAR          | —         | MPC                           |
| 143946     | 2003 YB117 | 27 dez 2003 | Socorro       | LINEAR          | —         | MPC                           |
| 143947     | 2003 YQ117 | 26 dez 2003 | Haleakalā     | NEAT            | —         | MPC                           |
| 143948     | 2003 YJ118 | 23 dez 2003 | Socorro       | LINEAR          | —         | MPC                           |
| 143949     | 2003 YO119 | 27 dez 2003 | Socorro       | LINEAR          | —         | MPC                           |
| 143950     | 2003 YR120 | 27 dez 2003 | Socorro       | LINEAR          | —         | MPC                           |
| 143951     | 2003 YC121 | 27 dez 2003 | Socorro       | LINEAR          | —         | MPC                           |
| 143952     | 2003 YL121 | 28 dez 2003 | Socorro       | LINEAR          | —         | MPC                           |
| 143953     | 2003 YL122 | 27 dez 2003 | Kitt Peak     | Spacewatch      | —         | MPC                           |
| 143954     | 2003 YY122 | 27 dez 2003 | Socorro       | LINEAR          | —         | MPC                           |
| 143955     | 2003 YC123 | 27 dez 2003 | Socorro       | LINEAR          | —         | MPC                           |
| 143956     | 2003 YL123 | 27 dez 2003 | Haleakalā     | NEAT            | —         | MPC                           |
| 143957     | 2003 YB125 | 27 dez 2003 | Socorro       | LINEAR          | —         | MPC                           |
| 143958     | 2003 YD126 | 27 dez 2003 | Socorro       | LINEAR          | —         | MPC                           |
| 143959     | 2003 YG126 | 27 dez 2003 | Socorro       | LINEAR          | —         | MPC                           |
| 143960     | 2003 YX126 | 27 dez 2003 | Socorro       | LINEAR          | —         | MPC                           |
| 143961     | 2003 YU128 | 27 dez 2003 | Socorro       | LINEAR          | —         | MPC                           |
| 143962     | 2003 YT129 | 27 dez 2003 | Socorro       | LINEAR          | —         | MPC                           |
| 143963     | 2003 YA130 | 27 dez 2003 | Socorro       | LINEAR          | —         | MPC                           |
| 143964     | 2003 YD130 | 27 dez 2003 | Socorro       | LINEAR          | —         | MPC                           |
| 143965     | 2003 YC133 | 28 dez 2003 | Socorro       | LINEAR          | —         | MPC                           |
| 143966     | 2003 YE133 | 28 dez 2003 | Socorro       | LINEAR          | —         | MPC                           |
| 143967     | 2003 YR134 | 28 dez 2003 | Socorro       | LINEAR          | —         | MPC                           |
| 143968     | 2003 YN136 | 17 dez 2003 | Kitt Peak     | Spacewatch      | —         | MPC                           |
| 143969     | 2003 YS136 | 18 dez 2003 | Palomar       | NEAT            | —         | MPC                           |
| 143970     | 2003 YJ138 | 27 dez 2003 | Socorro       | LINEAR          | —         | MPC                           |
| 143971     | 2003 YV138 | 27 dez 2003 | Socorro       | LINEAR          | —         | MPC                           |
| 143972     | 2003 YK142 | 28 dez 2003 | Socorro       | LINEAR          | Phocaea   | MPC                           |
| 143973     | 2003 YP142 | 28 dez 2003 | Kitt Peak     | Spacewatch      | —         | MPC                           |
| 143974     | 2003 YA143 | 28 dez 2003 | Socorro       | LINEAR          | —         | MPC                           |
| 143975     | 2003 YP143 | 28 dez 2003 | Socorro       | LINEAR          | Phocaea   | MPC                           |
| 143976     | 2003 YG144 | 28 dez 2003 | Socorro       | LINEAR          | —         | MPC                           |
| 143977     | 2003 YM145 | 28 dez 2003 | Socorro       | LINEAR          | —         | MPC                           |
| 143978     | 2003 YS145 | 28 dez 2003 | Socorro       | LINEAR          | —         | MPC                           |
| 143979     | 2003 YF146 | 28 dez 2003 | Socorro       | LINEAR          | —         | MPC                           |
| 143980     | 2003 YT148 | 29 dez 2003 | Socorro       | LINEAR          | Phocaea   | MPC                           |
| 143981     | 2003 YH150 | 29 dez 2003 | Socorro       | LINEAR          | —         | MPC                           |
| 143982     | 2003 YK150 | 29 dez 2003 | Anderson Mesa | LONEOS          | Mitidika  | MPC                           |
| 143983     | 2003 YE152 | 29 dez 2003 | Socorro       | LINEAR          | —         | MPC                           |
| 143984     | 2003 YZ152 | 29 dez 2003 | Catalina      | CSS             | —         | MPC                           |
| 143985     | 2003 YT153 | 29 dez 2003 | Catalina      | CSS             | —         | MPC                           |
| 143986     | 2003 YB154 | 29 dez 2003 | Catalina      | CSS             | Phocaea   | MPC                           |
| 143987     | 2003 YS154 | 29 dez 2003 | Socorro       | LINEAR          | —         | MPC                           |
| 143988     | 2003 YT154 | 29 dez 2003 | Socorro       | LINEAR          | —         | MPC                           |
| 143989     | 2003 YY158 | 17 dez 2003 | Socorro       | LINEAR          | —         | MPC                           |
| 143990     | 2003 YN175 | 19 dez 2003 | Kitt Peak     | Spacewatch      | —         | MPC                           |
| 143991     | 2003 YO179 | 17 dez 2003 | Mauna Kea     | Mauna Kea Obs.  | —         | MPC                           |
| 143992     | 2004 AF    | 5 jan 2004  | Socorro       | LINEAR          | —         | MPC                           |
| 143993     | 2004 AG2   | 13 jan 2004 | Anderson Mesa | LONEOS          | —         | MPC                           |
| 143994     | 2004 AU2   | 13 jan 2004 | Anderson Mesa | LONEOS          | —         | MPC                           |
| 143995     | 2004 AJ3   | 13 jan 2004 | Anderson Mesa | LONEOS          | —         | MPC                           |
| 143996     | 2004 AN3   | 13 jan 2004 | Anderson Mesa | LONEOS          | —         | MPC                           |
| 143997     | 2004 AU3   | 13 jan 2004 | Anderson Mesa | LONEOS          | —         | MPC                           |
| 143998     | 2004 AQ4   | 12 jan 2004 | Palomar       | NEAT            | —         | MPC                           |
| 143999     | 2004 AR4   | 12 jan 2004 | Palomar       | NEAT            | —         | MPC                           |
| 144000     | 2004 AV4   | 12 jan 2004 | Palomar       | NEAT            | —         | MPC                           |